# アフガニスタン紛争 (2001年-2021年)
アフガニスタン紛争（パシュトー語: د افغانستان کورنۍ جګړه）とは、2001年から2021年にかけてアフガニスタンで勃発した紛争である。
この紛争、または戦争ではアメリカ軍やそれに支援されたアフガニスタン・イスラム共和国新政府と、ターリバーンやアルカーイダなどの武装勢力が争った。
結果として、一時的には米英軍と北部同盟が勝利し、アフガニスタンのターリバーン政権は崩壊して降伏し、また、アメリカ同時多発テロ事件を起こした被疑者で行方不明となっていたアルカーイダのウサーマ・ビン・ラーディンはその後米軍により発見され、殺害された。

また、ターリバーン政権崩壊後の同国では、ボン合意に基づき国連主導での国づくりや復興、民主化が行われ、暫定政権から新政府が成立した。
しかしその後、同国の治安は極端に悪化し、ターリバーンによる攻撃が続いたため、アメリカとターリバーンの和平合意であるドーハ合意が締結され、米軍は撤退。その後ターリバーンは大攻勢をかけ、首都カーブルを陥落させ、ガニー政権は崩壊。ターリバーンが政権を掌握した事で終結した。
この紛争は、ベトナム戦争（1955年 - 1975年）を約5か月上回り、米国軍事史上最長の戦争となった。

## 概要

### 要約
反米テロを繰り返すアルカーイダの活動拠点の破壊と、アルカーイダの庇護者とみなされたターリバーン政権の転覆を試みる米国と同盟国がアフガニスタンに侵攻したことで始まった。当初の目的が達成された後、NATO加盟国を含む40カ国以上の連合国は、国際治安支援部隊（ISAF）と呼ばれる安全保障ミッションを同国に編成し、そのうちの一部はアフガニスタン政府と同盟して戦闘に参加した。紛争は主に多国籍軍と共和国軍が旧支配勢力となったターリバーンと戦うもので、ISAF/RSの兵士や人員の大半はアメリカ人である。この紛争のコードネームは、米国では「不朽の自由作戦」（2001年〜14年）、「自由の番人作戦」（2015年〜2021年）と呼ばれている。暫定政権樹立後もターリバンとの戦闘は続いた。多国籍軍は一般市民にも危害を加えたことで協力を得られなかった。20年と数百兆円を費やした後、最終的に米軍を筆頭に多国籍軍が撤退を開始すると、ターリバーンは急速に勢力を回復して再び政権を奪還した。

### 経緯
2001年の9.11同時多発テロ発生後、米国大統領のジョージ・W・ブッシュは、当時アフガニスタンの支配勢力であったターリバーンに、オサマ・ビンラディンの引き渡しを要求した。ターリバーン政権の副首相アブドゥル・カビールはこれに対し、9.11同時多発テロがオサマ・ビンラディンによるものであるという証拠を求め、事実であれば第三国に出国させるとの返答をした。ブッシュはカビール副首相の提案を拒否し「不朽の自由作戦」の開始を指示した。
2001年末までにターリバーンとアルカーイダは、米軍と北部同盟軍によって国内でほぼ壊滅したとみられ、ボン合意では新たなアフガン暫定当局（主に北部同盟）がハミド・カルザイをアフガン暫定行政長官に選出した。国連安全保障理事会は、新政権がカーブルを確保することを支援するために国際治安支援部隊（ISAF）を設立した。また、ターリバーン政権の崩壊に伴い、全国的な復興が図られた(国連アフガニスタン支援ミッション)。
一方で政権の座から追い出されたターリバーンはオマル師によって再編成され、2003年から多国籍軍とその傀儡とみなすアフガニスタン政府に対する反乱を開始した。ターリバーン等の反政府勢力は、地方でのゲリラ的な襲撃や待ち伏せ、都市部での標的に対する自爆攻撃、連合軍に対する裏切り者の殺害など、非対称戦争を繰り広げた。ターリバーンは次第にアフガニスタン南部と東部の農村地域で影響力を取り戻し、ISAFは村を「クリア＆ホールド」するための対反乱作戦に兵力を増強して対応した。2007年から2009年にかけて、暴力行為は拡大した。2009年には兵力が急増し、2011年まで増加し続け、ISAFと米国の指揮下で約14万人の外国軍がアフガニスタンで活動した。2012年にNATO首脳は軍の撤退戦略を開始し、その後、米国は主要な戦闘活動を2014年12月に終了し、国内に残存兵力を残すことを発表した。2014年12月28日、NATOはアフガニスタンにおけるISAFの戦闘活動を正式に終了し、安全保障上の全責任をアフガニスタン政府に正式に移管した。同日、ISAFの後継組織としてNATO主導のレゾリュート・サポート作戦が発足した。
ターリバーンに掌握される地域が徐々に増加する中、2020年2月29日、米国とターリバーン（アフガニスタン・イスラム首長国）はドーハで条件付和平協定に署名した。ターリバーンが協定の条件に協力する限り、米軍は14カ月以内にアフガニスタンから撤退することが求められた。この合意は、アフガニスタン政府抜きで米国政府とタリバン間で直接行われた。また、インド亜大陸のアルカーイダやISIL-Kに属する反政府勢力が、国内の一部で活動を続けていた。2021年4月、アメリカ合衆国大統領ジョー・バイデンが、同年9月11日までに駐留米軍を完全撤退させると発表。すると、2021年5月からターリバーンは大攻勢を開始し、共和国軍は3か月ほどで各州都に点となって散らばるまで弱体化した。8月に入ると続々と各州の州都にターリバーンが入城し、15日までにパンジシール州を除くすべての州が陥落した。2021年8月15日、ターリバーンはアフガニスタン全土を支配下においたと宣言し、内務相代行が平和裏に権力の移行を進めると表明した。30日に米軍は撤退を完了し、31日にバイデンも戦争終結を宣言した。これをもって、米国史上最長の戦争は幕を閉じた。
全体として、この戦争では 46,319 人の民間人を含む約176,000 人が死亡した。2001年のアメリカの侵攻とタリバン政権打倒の後、570万人以上の難民がアフガニスタンに帰還したが、タリバンが2021年に権力の座に戻ったとき、260万人のアフガニスタン人がまだ難民であり、さらに400 万人が国内避難民であった。

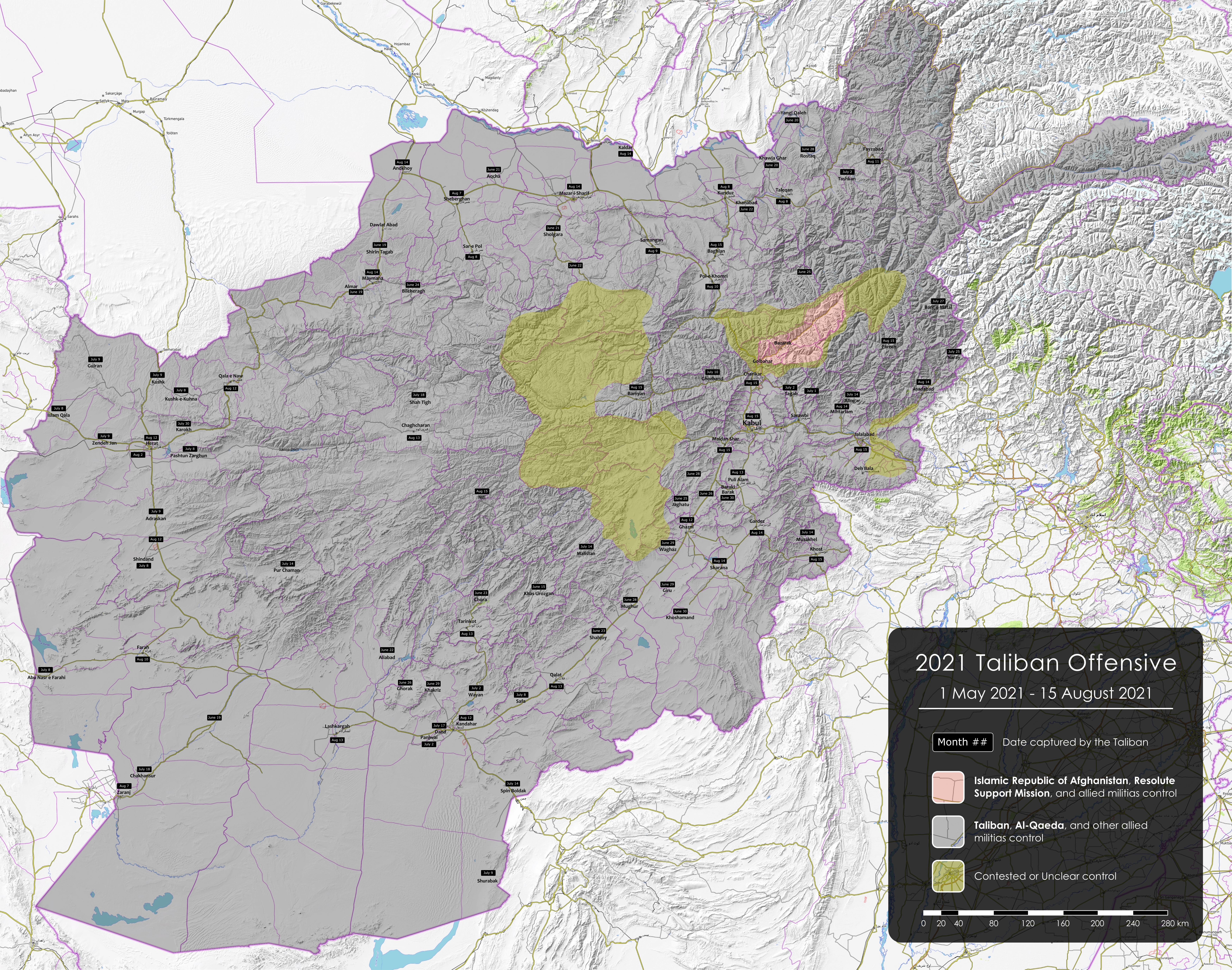
黒：ターリバーンの支配地域
赤：反ターリバーン派の支配地域
黄：紛争地帯または帰属不明の地域

## 前史

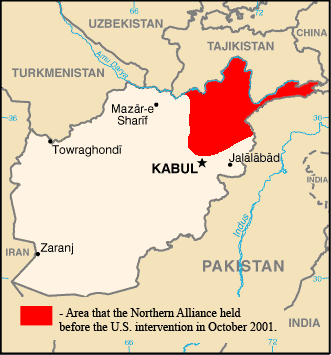
2001年時点のアフガニスタンの勢力地図。赤の部分が北部同盟の支配下。

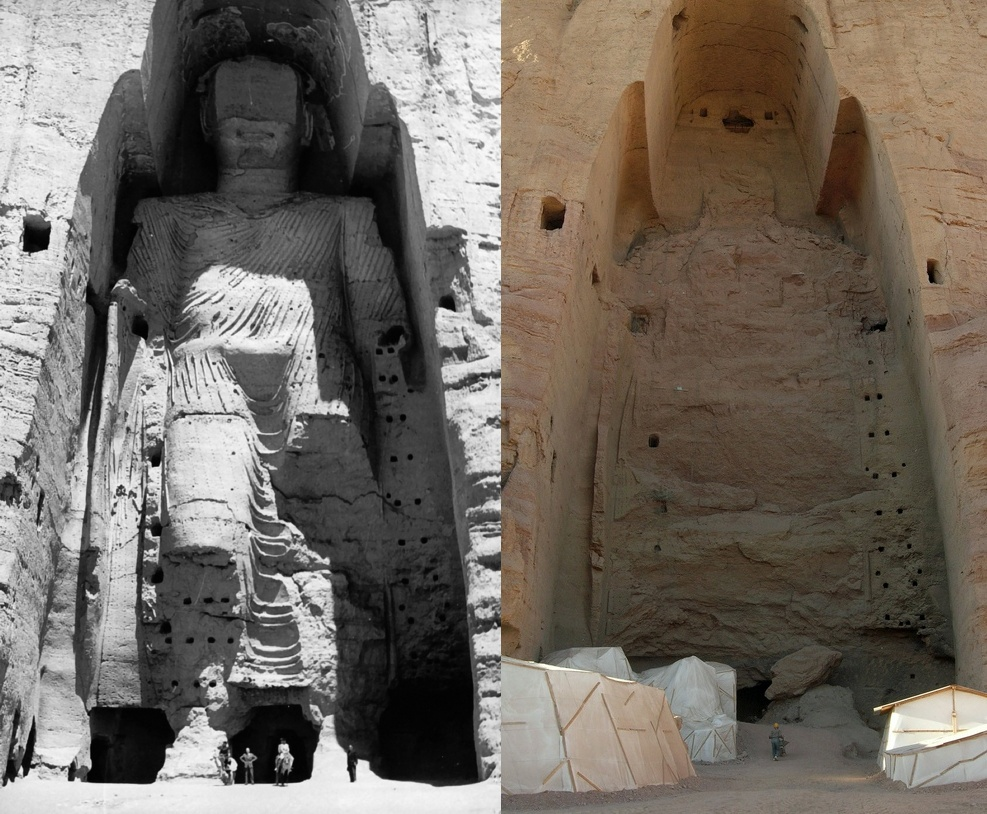
ターリバーンに破壊され消滅したバーミヤン大仏

1978年の共産政権の成立にともない、全土でムジャーヒディーンと呼ばれる武装勢力が蜂起した。これを受けて1979年にはソビエト連邦が軍事介入を行ったが、東側社会以外の支援を受けたムジャーヒディーンを駆逐することはできず、1989年にソ連軍は撤退した。
しかしソ連軍の撤退以降はムジャーヒディーン同士が内戦を起こし、軍閥を形成して戦闘が続いた。1994年頃からパキスタン軍の支援を受けたパシュトゥーン人の武装勢力であるターリバーンが勢力を拡張し、国土の大半を制圧した。しかし、ターリバーン政権はイスラム原理主義的政権であり、同様に原理主義的思想を持つウサーマ・ビン＝ラーディンとアル・カーイダを国内に保護し、テロリストの訓練キャンプを設置していた。
このためターリバーン政権を承認したのはパキスタン、サウジアラビア、アラブ首長国連邦の三国に留まり、アフガニスタンの国際連合における代表権はブルハーヌッディーン・ラッバーニーを大統領とするアフガニスタン・イスラム国が保持していた。ラッバーニーをはじめとする旧ムジャーヒディーン勢力はターリバーンに対して同盟を組み、通称「北部同盟」として北部で抵抗を続けたが、ターリバーンに押されつつあった。
1998年、タンザニアとケニアの米国大使館がアル・カーイダにより爆破される事件が発生し、米国は報復としてアフガニスタン国内の訓練キャンプをトマホークで攻撃した。このため12月8日には国際連合安全保障理事会で国際連合安全保障理事会決議1214が採択され、テロリストの国際司法機関への引き渡しが要求され、1999年には国際連合安全保障理事会決議1267で、アル・カーイダとビン＝ラーディンらを名指ししての引き渡しが要求された。しかしターリバーン政権は従わず、決議に基づく経済制裁が行われた（米国同時多発テロ事件後はこの狙い撃ち制裁が拡大され、カディ事件やサヤディ事件で人権侵害が問題化する）。
アル・カーイダの攻撃は引き続き起こり、2000年10月には米艦コール襲撃事件が発生した。このため12月に国際連合安全保障理事会決議1333が採択され、再度アル・カーイダの引き渡しが求められたがターリバーン政権はこれにも従わなかった。ターリバーンとしては、アフガニスタンの客人歓待の伝統、ウサマ・ビン・ラーディンからの資金援助等の事情から、犯罪の証拠が示されることなく、ウサマ・ビン・ラーディンを引き渡すことはできなかった。
2001年2月26日にターリバーン政権は偶像破壊を名目にバーミヤンの大仏を破壊した。大仏は6世紀頃に造立された、非常に文化的価値の高いものであった。この破壊は、当然のことながら諸外国（非イスラム諸国）から強い批判を受けたが、イスラム諸国からの批判も受けることになり、ターリバーン政権は孤立状態にあった。

## 開戦までの経緯

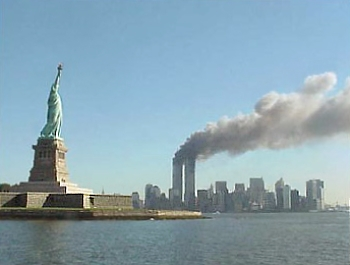
炎上する世界貿易センタービル

2001年9月11日、アメリカ同時多発テロ事件が発生した。12日、米国のジョージ・W・ブッシュ大統領はテロとの戦いを宣言した。またこの中で、ターリバーン政権の関与が示唆され、ドナルド・ラムズフェルド国防長官はウサーマ・ビン＝ラーディンが容疑者であり、また単独の容疑者ではないと発言した。また同日、第56回国連総会でも米国政府と市民に哀悼と連帯を表して国連も本部を置くニューヨークなどへのテロ攻撃に対して速やかに国際協力すべきとする決議56/1を当時の全加盟国189カ国が全会一致で採択し、国際連合安全保障理事会でも国際連合安全保障理事会決議1368が採択された。
この決議1368は9月11日のテロ攻撃を「国際の平和及び安全に対する脅威」と認め、「テロリズムに対してあらゆる手段を用いて闘う」というものであった。また前段には「個別的又は集団的自衛の固有の権利を認識」という言葉があり、これは同日にNATOが創設以来初めての北大西洋条約第5条の集団防衛条項による集団的自衛権の発動を決定する根拠となった。(#開戦の正当性に対する論議)。
この後米国はターリバーン政権にビン＝ラーディンらの引き渡しを要求した。しかしターリバーン政権はビン＝ラーディン及びアルカーイダが犯人である証拠を提示するよう求め、引き渡しに応じなかった。
9月14日、オーストラリアも太平洋安全保障条約第4条に当たるとして集団的自衛権の発動を表明した。9月15日、米国のコリン・パウエル国務長官はパキスタンがアフガニスタン攻撃に協力すると声明した。16日、湾岸協力会議を構成するアラブ諸国はテロ攻撃を批判し、アフガニスタン攻撃を支持する声明を出した。ターリバーンを承認してきたアラブ首長国連邦、パキスタン、サウジアラビアも国交を解消した。しかし16日にターリバーンの情報相は重要拠点を要塞化したと声明し、徹底抗戦の姿勢を示した。17日、イランのモハンマド・ハータミー大統領はテロを非難したが、アラブ連盟やイスラム諸国会議機構と同じようにアフガニスタン攻撃の際は民間人の被害を最小限にするよう要請した。
9月18日、アメリカ合衆国議会でテロを計画、承認、実行、支援したと大統領が判断した国家、組織、個人に対してあらゆる必要かつ適切な力を行使する権限を与えるとする合同決議が上院98対0、下院420対1で通る。9月21日、ラムズフェルド国防長官は北部同盟と共同して作戦に当たることを発表した。また欧州連合外相会議も全会一致で攻撃を支持した。
9月28日、国際組織法で初の「立法行為」とされる国際連合安全保障理事会決議1373が採択され、「全ての国」に国連憲章第7章に基づく強制措置として厳罰化や情報交換および資金援助禁止などのテロ対策とその報告が義務化され、11月12日には国際連合安全保障理事会決議1377ではテロは「全国家と全人類への挑戦」とまで非難された。
米国はこの間に協力する国々と連合を組み、攻撃の準備に入った。これらの国は有志連合諸国と呼ばれ、ラムズフェルド国防長官は「人類史上最大の連合」であるとした。有志連合諸国は不朽の自由作戦という統一作戦名で、アフガニスタンを含むテロ組織勢力地域への作戦を実行した。

### 開戦の正当性に対する論議
米国はイギリス・フランス・カナダ・ドイツ等と共同でアフガニスタンに攻撃を行った。これは国際連合憲章に定められた国連軍ではなく、国連憲章第51条によって定められ、事前に国連決議を必要としない集団的自衛権の発動によるという論理であった。この論理は米州機構、EU、そして日本を含む同盟国と法学者に広く認められた。
しかし、テロ攻撃に対して自衛権は発動出来ないという法学者も少なからずおり、議論が発生している。また、これらは後のテロ対策特別措置法や自衛隊インド洋派遣をめぐる国会論議でも取り上げられている。
以下、『テロ特措法の期限延長をめぐる論点』に沿った争点の整理を行う。

#### 自衛権
「テロ攻撃」は自衛権の対象となる「武力攻撃」にあたるかという問題である。また、自衛権は急迫不正の侵害に対して自国を防衛するための権利であり、テロ攻撃が今後も続く「除去しなければならない脅威」にあたるかという議論があった。
- 肯定派
  - 安保理決議1373は国連憲章第7章のもとに行動することを定めている。これは個別的又は集団的自衛権を確認するものであり、テロ攻撃に自衛権が発動出来るということを示している。
  - 派遣される武装集団の規模や影響が武力攻撃に匹敵するほどであれば武力攻撃を構成しうるという国際司法裁判所の判例がある（ニカラグア事件判決）。
  - アル・カーイダの以前からの活動を見ると今後の攻撃も予想され、除去しなければならない脅威にあたる。
- 否定派
  - 安保理決議1373にあげられた「すべての国がとるべき行動」には武力行使自体は書かれていない。
  - テログループは「私人」であり、国際法上の主体ではなく、その行動は「武力攻撃」 (armed attack)ではなく「武力行使」 (use of force)であり、自衛権の対象にならない。
  - 有志連合諸国による攻撃は一ヶ月以上後であり、自衛権の要件の一つである「時間的要件」（差し迫った脅威を取り除くため）に該当しない。
  - 安保理決議1378にあげられた必要な措置に、武力行使は含められない。

#### ターリバーンへの攻撃
テロ攻撃を行ったのは、ターリバーン政権自体ではなく、その庇護下にあるアル・カーイダである。この場合、ターリバーン政権に攻撃を行うのは正当かという問題がある。
- 肯定派
  - 安保理決議1368および1373はテロ組織援助禁止を規定しており、ターリバーン政権のアル・カーイダへの援助は問題がある。
  - ターリバーン政権は1996年以来、安保理決議1267および1333によるアル・カーイダ引き渡しの要求を再三拒否しており、アル・カーイダの擁護者である。
  - 友好関係原則宣言では、テロ組織の育成を禁じており、ターリバーン政権の行為はこれにあたる。
  - 11月14日に定められた国際連合安全保障理事会決議1378（英語版）[73]は「ターリバーン政権を交代させようとするアフガニスタン国民の努力を支援」するとあり、ターリバーン政権の打倒を明確に支持している。
- 否定派
  - ターリバーン政権はアル・カーイダに対する兵站支援や武器供与を行ったにすぎず、直接攻撃を行っていない。
  - 一テロ組織の行動をターリバーン政権の責任とするのは問題がある。
  - 政権崩壊に至るというターリバーン政権が受けた結果は、自衛権の要件である均衡性要件を欠く。

#### アルカーイダ問題
同時多発テロ当時、アルカーイダによる犯行声明などは行われておらず、アルカーイダを犯人と推定したのはアメリカ当局によるものであった。明確な関与が判明していない以上、攻撃を行うのは正当かという点も問題となった。

## 開戦

### 2001年

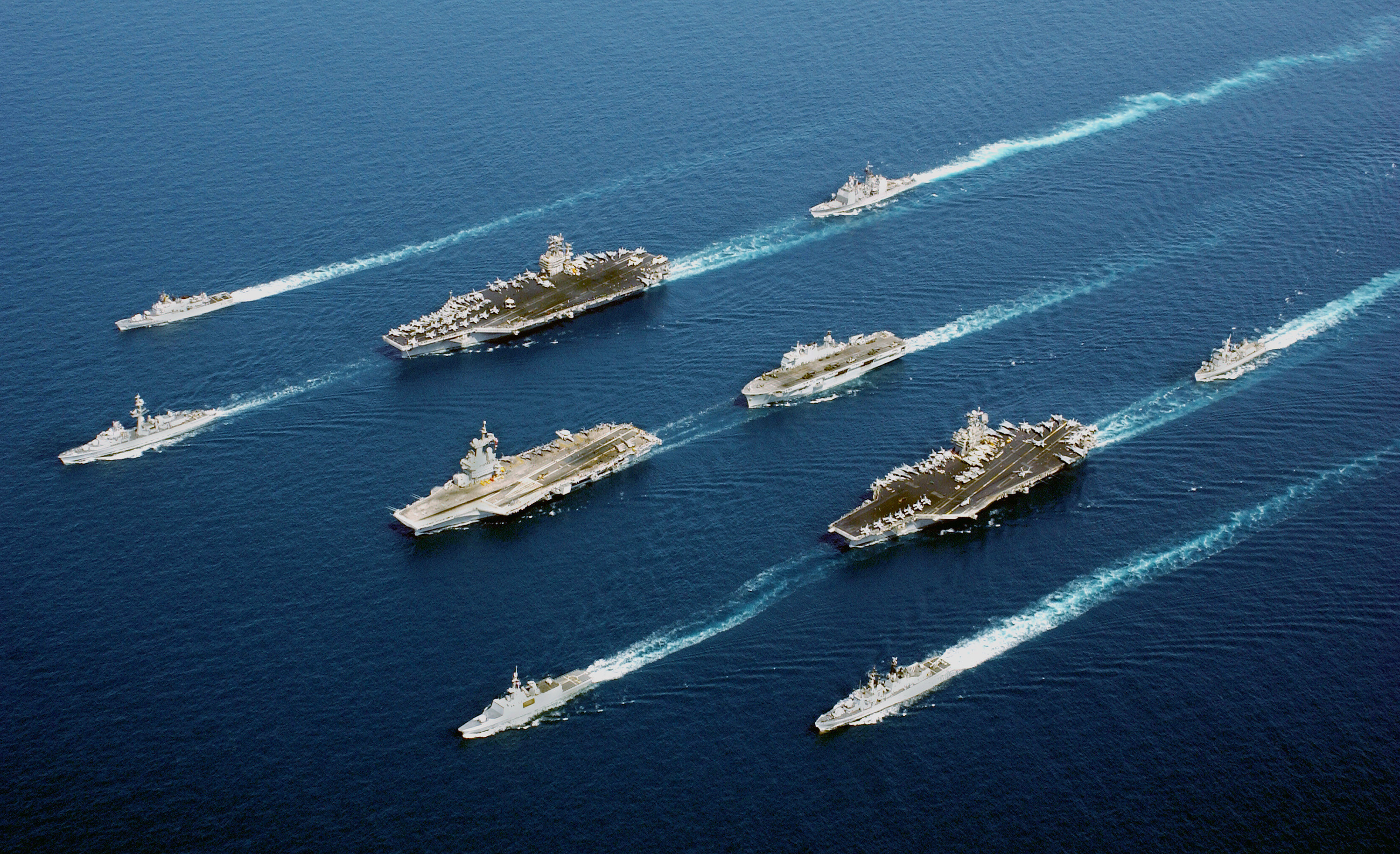
オマーン海で「不朽の自由」作戦を行う5カ国空母艦隊（2002年4月18日）

2001年9月のアメリカ同時多発テロ事件は不意打ちだった為、米軍はアフガニスタンで戦争を行うプランを持っていなかった。急きょ作戦が立てられ、アフガニスタンのムジャーヒディーン軍閥にアルカーイダやターリバーンを攻撃させること、レーザー目標指示装置を装備した特殊部隊を派遣して空爆を支援させることなどが決まった。アメリカ合衆国政府はこの作戦を対テロ戦争の一環と位置づけ、国際的なテロの危機を防ぐための防衛戦であると主張し、作戦名を不朽の自由作戦 (OEF: Operation Enduring Freedom)」と名付けた。なお英国では「ヘリック作戦」 (Operation Herrick)と呼んでいる。米国は同時多発テロの前からウズベキスタンの空軍基地で無人偵察機を運用していたので、無人偵察機にミサイルを積んで攻撃機としても使えるようにした。10月2日、NATOは集団自衛権を発動し、アメリカ合衆国とイギリスを始めとした有志連合諸国は10月7日から空爆を開始した。米軍は米国本土やクウェート、インド洋のディエゴガルシア島、航空母艦から発着する航空機やミサイル巡洋艦を動員して、アフガニスタンに1万2000発の爆弾を投下した。米国は軍事目標だけを攻撃していると発表していたが、実際には投下した爆弾の４割は非誘導型爆弾であり民間人に多くの犠牲が出たと言われている。11月13日には北部同盟軍が首都カーブルを制圧した。
開戦当初、ターリバーンの指導者のムハンマド・オマルはカンダハールの自宅に居たので、空爆によって殺害する機会はあった。しかし米国は民間人の被害を恐れてオマルの逃亡を許した。オマルはハーミド・カルザイを通じて降伏に同意したが、米国は降伏を認めなかった。米国は数千人のターリバーンを殺害したので、ターリバーンは自然消滅すると考えていた。

アルカイーダのアラブ人やチェチェン人、ウズベク人やアフリカ人などの外国人兵士はカーブルが陥落すると都市部を放棄して、対ソ戦時代に建設されたパキスタン国境の地下要塞トラボラに立てこもった（トラボラの戦い）。対ソ戦時代、ソ連軍は爆撃で地下要塞を破壊しようとしたが上手くいかなかった。米軍も同様に爆撃を行ったが地下要塞を破壊することは出来なかった。トラボラ周辺の国境地帯は広大だったが、2000～3000人の米軍が包囲すればビンラディンを捕らえることが出来たと考えられている。しかし米軍は派遣できる部隊が存在していたにもかかわらずリスクを恐れてトラボラ周辺に部隊を派遣しなかった。代わりに派遣されたアフガニスタン軍閥の戦意は低く、パキスタン軍はヘリコプターが揃わないため十分に兵力を展開することが出来なかった。ビンラディンは死を覚悟していたが、国境を越えてパキスタンに脱出することが出来た。米国のブッシュ政権は最小限の被害でターリバーン政権を崩壊させたことに満足し、戦後の国家建設や平和維持には興味を示さなかった。アフガニスタンの国家建設や平和維持は国連に託された。

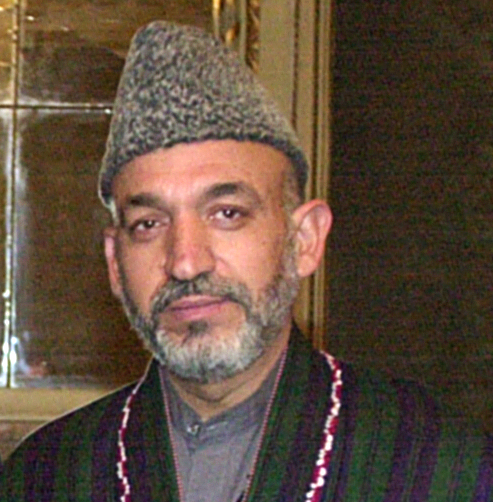
ハーミド・カルザイ大統領

2001年11月、ドイツのボン近郊のケーニヒスヴィンターにおいて北部同盟を含むアフガニスタンの4つのグループの代表を国際連合が招集して会議が開かれた。ボン会合当時、ターリバーンとの戦闘は継続していたが、すでに北部同盟軍がカーブルを占領しており、早急に暫定政府の設立、国際的な部隊による治安維持を決める必要が生じたので、急遽、ボン会合が招集されることとなった。これにより暫定政府の成立、ロヤ・ジルガの招集、国際治安支援部隊 (ISAF)の成立と国連アフガニスタン支援ミッション (UNAMA)の設立が合意され、翌日国連安全保障理事会において承認された（国際連合安全保障理事会決議1383）。これをボン合意といい、以降のアフガニスタン復興計画のスタートとなった。
同月、国際連合安全保障理事会決議1378が採択され、国際連合安全保障理事会はターリバーンを非難し、有志連合諸国と北部同盟によるターリバーン政権の打倒を支持した。また、その後の国内外の軍事行動は1510、1386、1746等複数の決議によって承認されており、国連アフガニスタン支援ミッション等と連携して行われている。
12月、ISAFは国際連合安全保障理事会決議1386、UNAMAは国際連合安全保障理事会決議1401によって正式に承認され、以降のカーブル周辺の治安維持活動はISAFが担うこととなった。しかし、ターリバーンはボン合意に参加しておらず、また、ボン合意に基づき成立した暫定政府にタジク人が多かったため、パシュトゥン人の不満が高まり、ターリバーンが復活する一因となった。
2001年12月22日にはハーミド・カルザイを議長とする暫定政府、アフガニスタン暫定行政機構が成立し、正式な政府成立までの行政を行った。同月、テロ対策特別措置法に基づいて日本の海上自衛隊が海上阻止行動に参加し、2010年までインド洋で給油活動を行った（自衛隊インド洋派遣）。

### 2002年
2002年1月、アルカーイダには数百人から2000人ほどの兵力があり、パクティーカー州の都市ガルデーズ付近のシャーヒーコート渓谷に潜伏していた。シャーヒーコート渓谷にはハッカーニ・ネットワークの基地があり、主にウズベキスタン・イスラム運動の兵士が立てこもっていた。3月、米軍は「アナコンダ作戦」を行い、シャーヒーコート渓谷を掃討した。この作戦で米軍は150人～800人ほどのアルカーイダを殺害したと考えられているが、米軍の損害も比較的多かった。生き残ったアルカーイダの兵士はパキスタンの連邦直轄部族地域に撤退した。
米国のブッシュ政権はアフガニスタンに深入りすることを恐れて、少数の部隊（5200人）しか派遣していなかった。ブッシュ政権はアフガニスタンの国家建設も各国の分担で行うことを主張し、アフガニスタン軍の再建は米国、警察の再建はドイツ、司法の再建はイタリア、麻薬取り締まりはイギリスに任せて、国連に統括させた。6月11日から8日間、カーブルにおいて緊急ロヤ・ジルガが開催された。会議の結果、暫定行政機構に代わり、カルザーイを大統領とするアフガニスタン・イスラム移行政府が成立した。ブッシュ政権はターリバーンは打倒されたと考えており、今後は敗残兵の掃討を行えばよいと考えていた。米国のアフガニスタンに対する予算は極めて少なく、援助を期待していた地方住民は失望した。また少ない予算の中から学校の建設が行われたが、アフガニスタンの特に田舎では女学校の建設は社会の急進的な変化や欧米の価値観の押し付けとみなされ、一部の住民が反発した。
パキスタンではムッラー・ダードゥッラーなどのターリバーンの幹部がクエッタ郊外で公然と暮らしており、結婚式に州の幹部や軍人を招くほどだった。米国はいずれ撤退するとターリバーンや周辺諸国は考えており足元を見ていた。ターリバーンはパキスタンから近隣のカンダハールに出撃して迫撃砲で攻撃し、「夜の手紙」（シャブナーマ）を使って住民を脅迫し支配下に組み入れた。

### 2003年
2003年、アフガニスタンで戦闘は続いていたが、ブッシュ政権はアフガニスタンについてほとんど何も考えていなかった。特にラムズフェルド国防長官は戦争は終結したと公言しており、コソボ紛争を教訓に外国軍の長期的な駐留を避けようとしていた。米軍もイラクで次の戦争を始めようとしていた（イラク戦争）。8月11日、国連とアフガニスタン政府の要請により、ISAFの指揮権がNATOに委譲された。10月13日の国際連合安全保障理事会決議1510においてISAFの活動範囲がアフガニスタン全土に拡大され、OEF-A参加部隊の指揮権はISAFに移譲されることとなった。また武装解除・動員解除・社会復帰が行われ、アフガニスタン北部では伊勢崎賢治などが中心となり軍閥から武器を取り上げた。
パキスタンは米国同時多発テロ事件の後、米国政府から「空爆して石器時代に戻す」と脅迫され、米国に協力していた。しかしパキスタンは19世紀のグレート・ゲームや20世紀のインド・パキスタン分離独立などの結果、パンジャーブ人やパシュトゥーン人などの複数の民族が相互不干渉の微妙なバランスの下で１つの国家を形成しているだけで、パンジャーブ人が主体となる中央政府がパシュトゥーン人の領域（連邦直轄部族地域）を支配している訳ではなかった。大英帝国の時代から連邦直轄部族地域（FATA）はパシュトゥーン部族の自治が認められており、中央政府の法律は現在でも及んでいない。また中央政府の軍隊が連邦直轄部族地域に入ったことも無かった。パキスタンは建国後も苦難の歴史が続き、印パ戦争で３回インドに敗北し、東パキスタン（バングラデシュ）を失い、現在もカシミール地方をいつ失うか分からない状態が続いている。インド軍はパキスタン軍の２倍の戦力を誇りパキスタンは通常戦力では歯が立たない為、軍統合情報局（ISI）がターリバーンやカシミール過激派を養成して、インド軍に対してゲリラ戦やテロ攻撃を仕掛けることを黙認している。またパキスタンは国家統一を図り、インドのヒンドゥー・ナショナリズムに対抗するためにイスラム化を進めたので、パキスタン国民の大半はオサマ・ビン・ラディンを英雄だと思っていた。パキスタンが国内でターリバーンやアルカーイダを取り締まることは困難であり、また将来の印パ戦争やカシミール紛争に向けてターリバーンを取り締まりすぎることは国益に合致しない。米国に対する協力は国内の反発を生み、2003年12月にカシミール過激派がムシャラフ大統領の暗殺未遂事件を起こした。パキスタン政府は重い腰を上げ、建国以来初めて南ワジリスタンに軍を派遣した（ワジリスタン紛争）。しかしパキスタンは国内のターリバーンの存在は否認しており、米軍の無人攻撃機や特殊部隊もクエッタなどの大都市には手を出せないでいた。連邦直轄部族地域の国境警備は現地採用の辺境部隊が担当しているが、辺境部隊の兵士はターリバーンと同じ民族であり思想的にも近いため、取り締まりには非協力的でありターリバーンの越境時に援護射撃を行う場合すらあった。

### 2004年

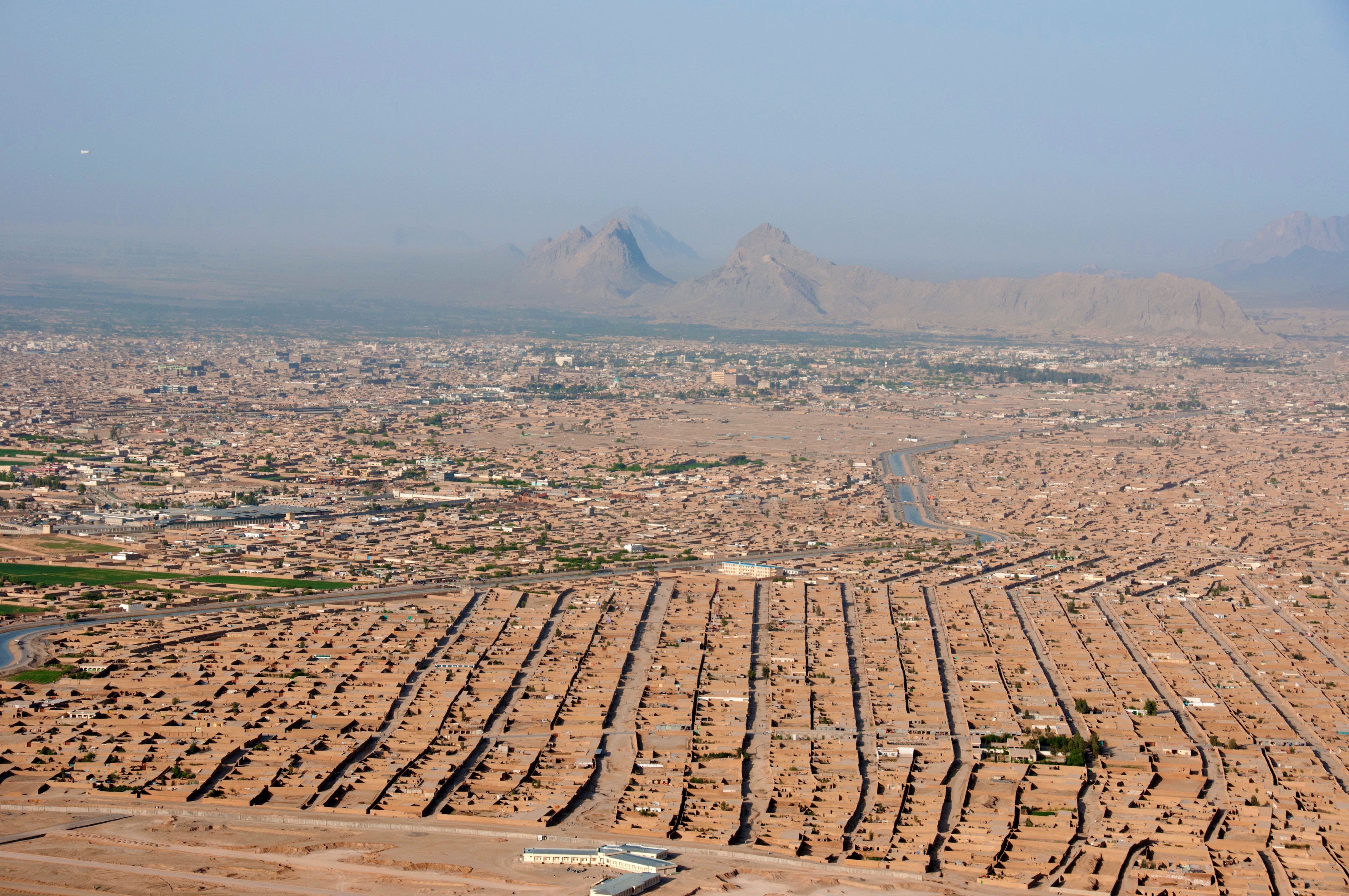
カンダハール

2003年12月14日から2004年1月4日にかけて、カーブルにおいて憲法制定ロヤ・ジルガが開催された。これによりアフガニスタン憲法が成立し、2004年1月26日から施行された。10月9日にはアフガニスタン全土およびイラン・パキスタンを投票地域とする大統領選挙が行われ、カルザイが55.4%の票を獲得。アフガニスタン・イスラム共和国初代大統領に選出された。カルザイは12月に大統領に就任し、アフガニスタン・イスラム共和国が正式に成立した。しかし地方の政治は軍閥に委ねられており、住民サービスを行うどころか住民に対して州知事がゆすり集りを行い、敵対部族をターリバーンとみなして米軍に攻撃させていた。カルザイ大統領の異母弟のアフマド・ワリー・カルザイもカンダハール州の実力者として権勢をふるい、麻薬取引にも関わっていたと言われている。
同年、ターリバーンの最高評議会（クエッタ・シューラ）が軍事作戦の再開に向けた文書を作成したと言う。アルカーイダはパキスタンの南ワジリスタンのワナやシカイ渓谷に拠点を持っていた。ワナはワズィール族の武装組織指導者のネーク・ムハンマドが支配していたが、米国は無人攻撃機を使って爆殺した。
同年、米国で大統領選挙が行われ、ブッシュ大統領が再選した。ブッシュ政権はパキスタンに協力を求める一方で、パキスタンの主敵であるインドと米印原子力協力について協議を行うなど政策が首尾一貫していなかった。米国はアフガニスタンの国家建設が順調に進んでいるため、ターリバーンの復活の可能性は低いと考えており、アフガニスタンの治安維持をNATO軍に任せて、イラク戦争に専念した。
アフガニスタンで支援活動を行ってきたペシャワール会の医師中村哲と漫画家の小林よしのりによれば、アフガニスタン戦争は以下のような様子だという。米英軍の攻撃によってタリバン政権は崩壊し、民主国家とされるカルザイ政権が成立したが、中村が同国で20年間医療活動を行ってきた中では治安はタリバン政権時代よりも悪化しており現在が最悪の状態である。そもそもタリバンと一言で言っても決して特別な組織ではなく身近な街中で見かける人もタリバンの一員である場合があり、アフガニスタン人を見ただけでは見分けがつかない。とは言え表向きには「タリバン」と「反タリバン」があるのだが地下では皆繋がっており、アフガニスタン人として生活していくという共通した認識があるのだ。そのためアメリカ軍の兵士も誰が味方でだれが敵かの見分けがつかず、かつてのベトナム戦争でのゲリラ戦と同様かそれ以上に悲惨な状況になっている。ベトナム戦争の場合は米軍は少なくとも前線で戦闘を行っていたがアフガニスタンでは戦闘機やヘリコプターに乗って空中戦をしているか、基地に留まっているかのどちらかである。地上を移動すると事件が起こる危険があるため動くことができないのだ。そのため地上での任務をアフガニスタン人の請負に頼むとその請負が反乱を起こす場合があるため米軍にとっては憂鬱である。例えば以前には米軍の傭兵が日当とライフル銃を受け取り、その仕事の帰りに米兵を狙撃したことまであったという。

## 第一回大統領選挙とターリバーン復活

### 2005年

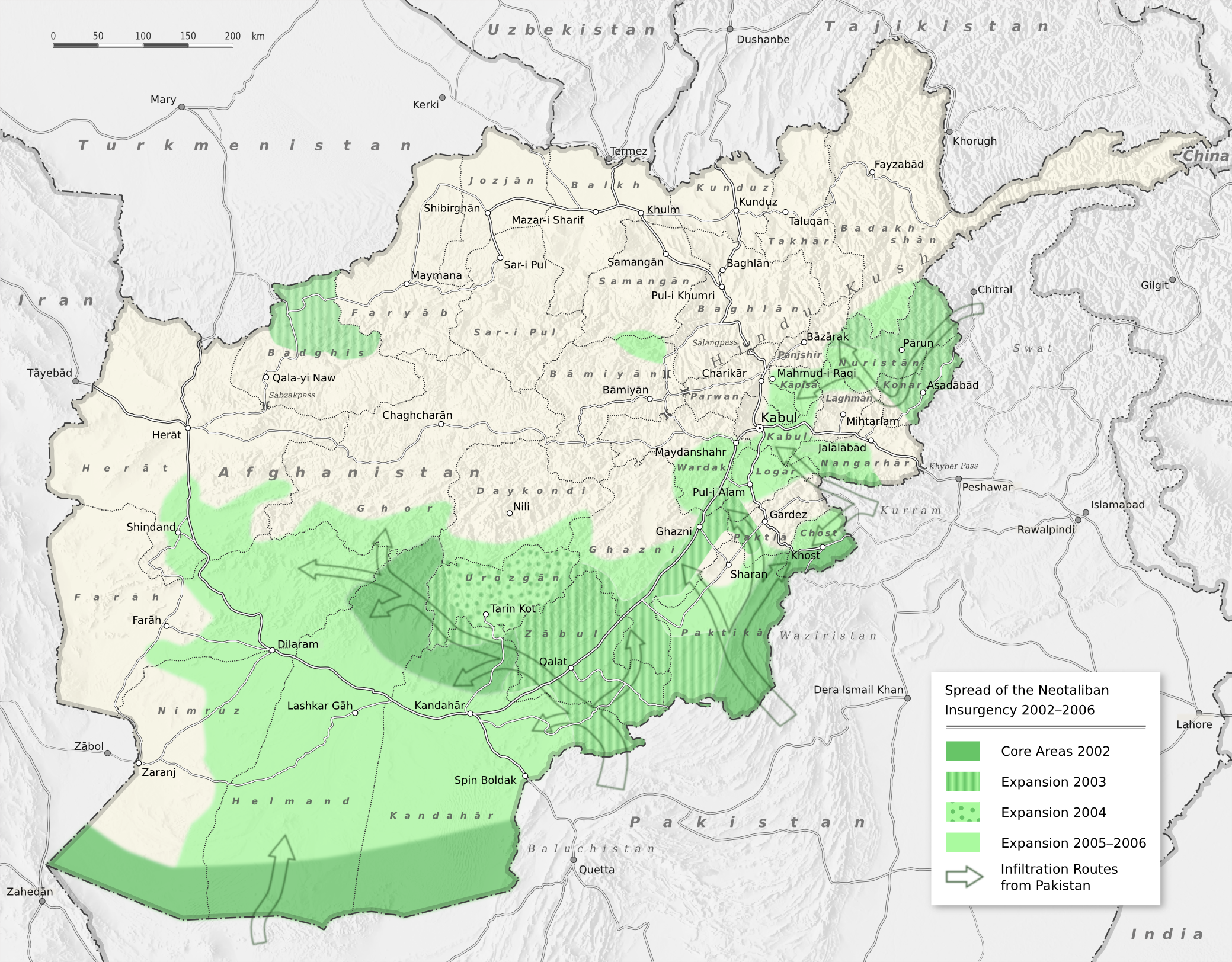
ターリバーンの勢力拡大（2002年～2006年）

2005年9月18日、下院議員選挙と県会議員選挙が行われた。
2005年後半からターリバーンを中心とした武装勢力が南部各地で蜂起した。このターリバーンの蜂起は国際治安支援部隊（ISAF）が南部や東部に展開し始めた時期と重なっている。当時、ISAF側はターリバーンの攻撃増加はターリバーンがISAFに追い込まれた結果として抵抗するためのものである、という強気の見方を示していた。しかし、ISAFの説明とは異なりアフガニスタンの治安は急速に悪化していった。対ソ連戦争や軍閥内戦時代にもなかった自爆攻撃（2005年27件、2006年139件）が行なわれるようになったことから、イラク戦争で伸張し数多くの自爆テロを行なってきたアル・カーイダの影響を指摘する声もある。
同年、パキスタン軍は南ワジリスタンで和平を結び、北ワジリスタンに進軍した。一方、軍統合情報局（ISI）はサウジアラビアの支援を受けて、ターリバーンに対する支援を積極化させたと言う意見がある。軍統合情報局は2万5千人の職員を擁し、秘密工作を行うS局など様々な部門があり統制が取れていなかった。米国はビンラディンの探索を続けていたが難航していた。米国は連邦直轄部族地域にターリバーンやアルカーイダが潜伏してアフガニスタンを攻撃していることを理解していたが、核兵器保有国のパキスタンに対する遠慮があり越境攻撃をためらっていた。また住民の協力も得られないため攻撃を強行しても成果が出なかった。
ターリバーンやアルカーイダは「アッ＝サハーブ」や「トラボラ」などのウェブサイトやネットマガジンを使って宣伝戦を積極的に行っており、イギリス在住のパキスタン人などがテロを行っていた（ロンドン同時爆破事件）。

### 2006年

有志連合の月別の損害（2002年～2015年）

2006年、アフガニスタン南部に国際治安支援部隊（ISAF）が展開し、「マウント・スラスト作戦」を実施した。イギリス軍は手付かずだったヘルマンド州に展開したが、ターリバーンに包囲されて苦戦した。カンダハール州ではターリバーンが攻勢に転じてカナダ軍に塹壕戦を挑んだが、カナダ軍に撃退された（マウント・スラスト作戦、メデューサ作戦）。ウルーズガーン州ではオーストラリア国防軍がパース作戦を実行した。連合軍はターリバーンの最高指導評議委員の１人ムラー・アフタル・ウスマーニを殺害するなどの戦果を挙げたものの、アフガニスタンの治安は大幅に悪化し、アフガニスタンにおける治安事件の数は2003年の10倍に達した。またアヘンの収穫量が急増し、国連薬物犯罪事務所 (UNODC) が警告を発した。アヘンの大半はヘルマンド州で生産されており、ターリバーンの資金源となっていると言う。またアヘン生産者が国内の混乱を継続させるためにターリバーンに献金を行っているという意見もある。

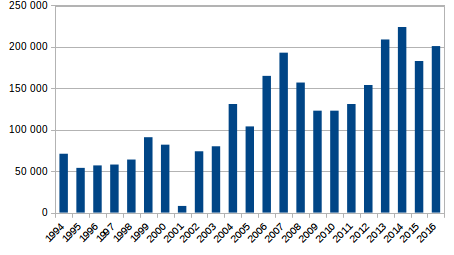
アフガニスタンのアヘンの生産量（1994年～2016年）

同年、パキスタンではパキスタンの特殊部隊がハッカーニ・ネットワークの複数の拠点を攻撃したことに地元武装勢力が反発したことなどにより、パキスタン軍の被害が増大した。ハッカーニ・ネットワークは北ワジリスタンのミランシャー郊外のダンデ・ダルパヘイルにある大規模な神学校を拠点にしている。パキスタン軍は北西辺境州のオークラザイ知事の提案で、ワジリスタンの部族長やターリバーン、外国人戦闘員と和平協定を結んだ（ワジリスタン和平合意）。パキスタン軍は連邦直轄部族地域から撤退したので、ターリバーンはアフガニスタンに自由に越境できるようになった。パキスタン政府は数千人の戦闘員を擁し政府に対して好戦的なマスード族に対抗するために、ワズィール族と手を結ぼうとしていた。一方、パキスタンの軍統合情報局（ISI）はISAFの展開は米軍撤退の兆しであると考え、米国撤退後のターリバーン政権の樹立について真剣に考えていたという意見がある。米国では中間選挙で民主党が勝利し、アフガニスタンに対する予算がようやく増加した。

### 2007年
2007年、アフガニスタンでは自爆テロや無差別爆撃によってISAFや民間人に多数の犠牲者が出ていた。ターリバーンはカーブルで自爆テロを開始した。歩兵戦も続き、国際治安支援部隊（ISAF）はアフガニスタン南部でクリプトナイト作戦（ヘルマンド州）やフーバー作戦（カンダハール州）などを行った。またウルーズガーン州ではターリバーンが攻勢に出てオランダ軍と戦闘を行った（チョーラの戦い）。アフガニスタン北部ではドイツ軍などがハレカテ・ヨロ作戦を実施した。連合軍はターリバーンの最高指導評議委員の１人ムラー・オバイドゥラー・アクンドを拘束し、ムラー・ダードゥラーを殺害するなどの戦果を挙げたがターリバーンの勢いは衰えなかった。ガズニー州ではターリバーンの力が州都のすぐそばの幹線道路にまで及んでおり、州内の3分の2の郡では職場放棄が起き、郡裁判所などが業務を停止していた。アフガニスタン大統領のハーミド・カルザイはターリバーンに和平を提案したが、ターリバーンは外国軍の存在を理由に拒絶した。ターリバーンは外国人を敵視しており、2007年にはキリスト教の宣教活動を行っていた韓国人の拉致事件が起きた。
パキスタンではラール・マスジッド籠城事件が起き、ワジリスタン和平合意が破れ戦闘が再開した。米国は権力を失いつつあるムシャラフ大統領に代わってブット元首相を再登板させようと考えたが選挙中に爆殺された。
9月、ISAFの活動期限延長を主題とし、不朽の自由作戦 (OEF)に対する謝意が前文に盛り込まれた国際連合安全保障理事会決議1776が採択されたが、ロシアが棄権にまわった。

### 2008年
2008年、アフガニスタン北部では雨不足による穀物の不作により出稼ぎや難民が発生した。アフガニスタン南部ではGarmsirの戦い（カンダハール州）、Eagle's Summit作戦（ヘルマンド州）などが行われた。ウルズガーン州ではヘルト・ウィルダースの製作した反イスラム的な短編映画に対する報復と称してターリバーンがオランダ軍にIED攻撃や自爆攻撃、待ち伏せ攻撃を行った（Khaz Oruzganの戦い）。アフガニスタン東部のワナトの戦いなどの結果、米軍の戦死者は155人に及び（３割増）、NATO軍の戦死者も増加した。アフガニスタンにはNATO軍を主力とする39か国5万5千人の部隊が展開していたが、統一した指揮がなく各部隊がバラバラに戦っていた。ターリバーンは効果の薄い自爆攻撃や空爆を招く大規模な歩兵戦を避けて、即席爆発装置（IED）による攻撃を増加させた。ターリバーンはアルカーイダやパキスタン軍の訓練によって練度を上げ、迫撃砲の命中精度を向上させた。またアフガニスタン政府の支配が地方まで及ばないため、ターリバーンがもめごとの仲裁などの住民サービスを行って住民の心をつかんだ。ターリバーンと同じようにNPOやNGOがアフガニスタン政府に代わって住民サービスを担ったが、ターリバーンはNPOを攻撃しアフガニスタン日本人拉致事件が起きた。米国のマコネル国家情報長官は「ターリバーンはアフガニスタンの約10～11％を支配している」と述べた。
パキスタンではパキスタン・ターリバーンが首都から240キロのスワート地区を占領した。軍統合情報局（ISI）が後援するカシミール過激派はインドとの戦いを続けていた（ムンバイ同時多発テロ）。アルカーイダは連邦直轄部族地域でパキスタン・ターリバーンとも連携を取り、両国のターリバーンと行動を共にするようになった。米軍は無人攻撃機や特殊部隊を使って連邦直轄部族地域のアルカーイダを攻撃したが、アルカーイダもイスラマバード・マリオット・ホテル爆破テロ事件などで反撃した。また無人攻撃機の活用により民間人の被害が急増した。事態は緊迫し、もはや単なるテロ対策ではなく反乱鎮圧を真剣に行う必要があると米国も認めざるを得なかった。一方、イラクでは戦争がようやく落ち着きつつあった。アメリカ大統領選挙ではオバマ候補がアフガニスタンへの関与を拡大する考えを示し、米軍も新大統領の下で増派を行う決意を固めた。
2008年9月20日、OEF参加諸国、海上阻止行動への謝意を前文に盛り込んだ国際連合安全保障理事会決議1833が採択され、全会一致で採択された。

### 2009年

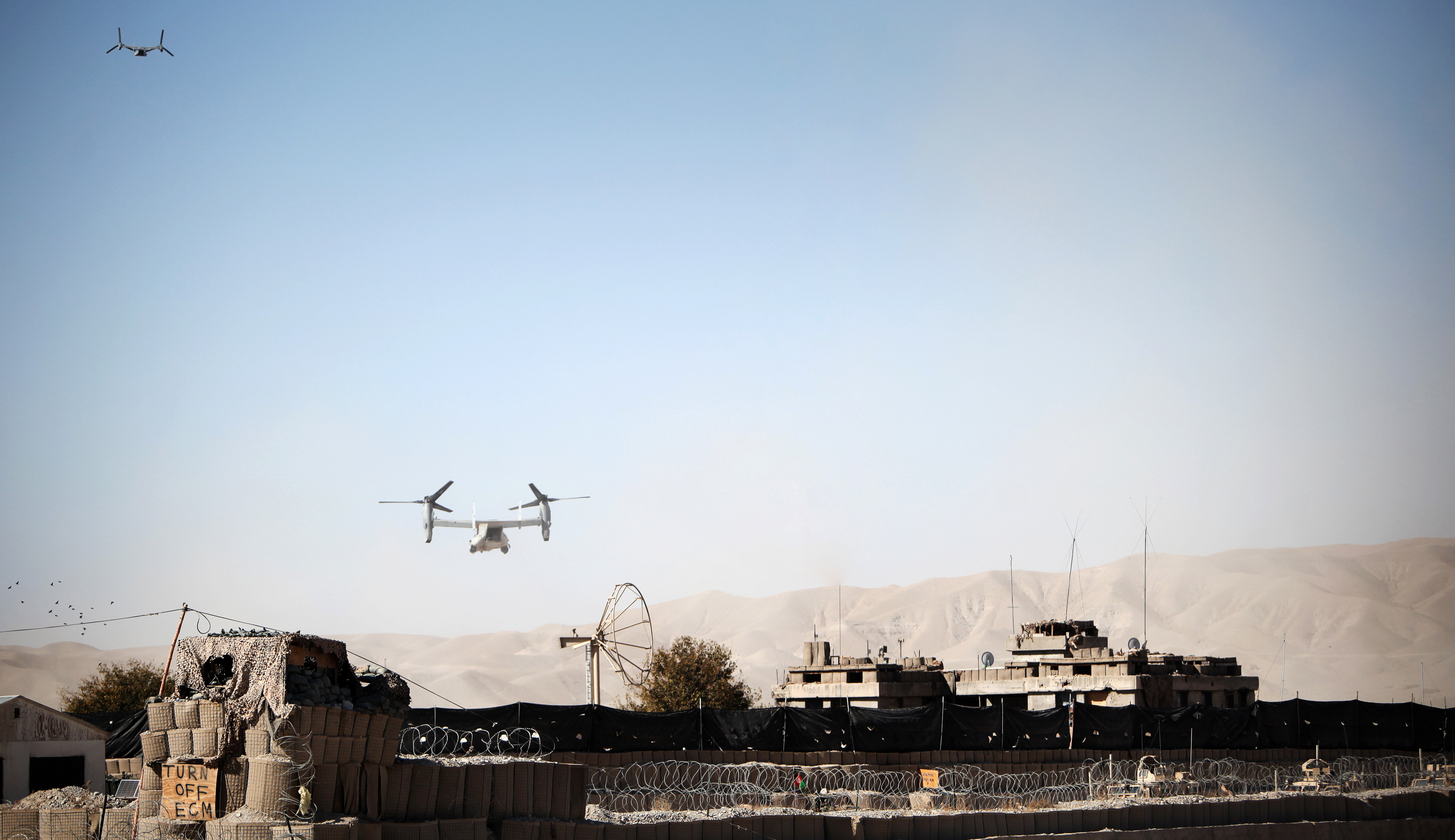
ヘルマンド州サンギン郡のジャックソン前線基地

1月、アメリカ合衆国ではバラク・オバマが大統領に就任し、アフガニスタンでは二回目の大統領選挙が迫っていた。アフガニスタンでは2008年からデービッド・マキャナン将軍が正規戦によって敵兵を殺害するテロ対策を行っていた。しかし米軍はアフガニスタン東部では勝利していたものの、アフガニスタン南部で劣勢だった。米国はイラクに15万人を派兵していたが、アフガニスタンには3万8千人しか派兵していなかった。アフガニスタンにはその他にNATO軍2万9千人や現地人で構成された3千人の対テロ追撃チーム（CTPT）などが居た。2月、オバマ大統領はアフガニスタンの大統領選挙を支援するために戦闘部隊1万7000人と訓練要員4000人を派兵した。増派した海兵遠征旅団（8000人）は手薄だったヘルマンド州に配置され、ナウザドの戦いやストライク・ソード作戦が行われた。しかし、そこはケシの大生産地ではあるものの過疎地帯の「死の砂漠」であり、カンダハールのような大都市は手薄なままだった。5月、オバマ大統領はマキャナン将軍を事実上更迭して、スタンリー・マクリスタル将軍を後任に任命した。アメリカの軍部はイラクで成功した反政府活動鎮圧をアフガニスタンでも行おうとしていた。反政府活動鎮圧とはイラク駐留米軍司令官のデヴィッド・ペトレイアス将軍が考案した作戦で、「敵を殺しても戦争を終わらせることは出来ない」「住民を守り、人心を収攬し、ともに生活し、安定した有能な政府が栄えるように治安を維持しなければならない」と言う考えに基づく作戦である（対反乱作戦）。8月、マクリスタル将軍は反政府活動鎮圧を行うためにオバマ大統領に4万人の増派を要求した。

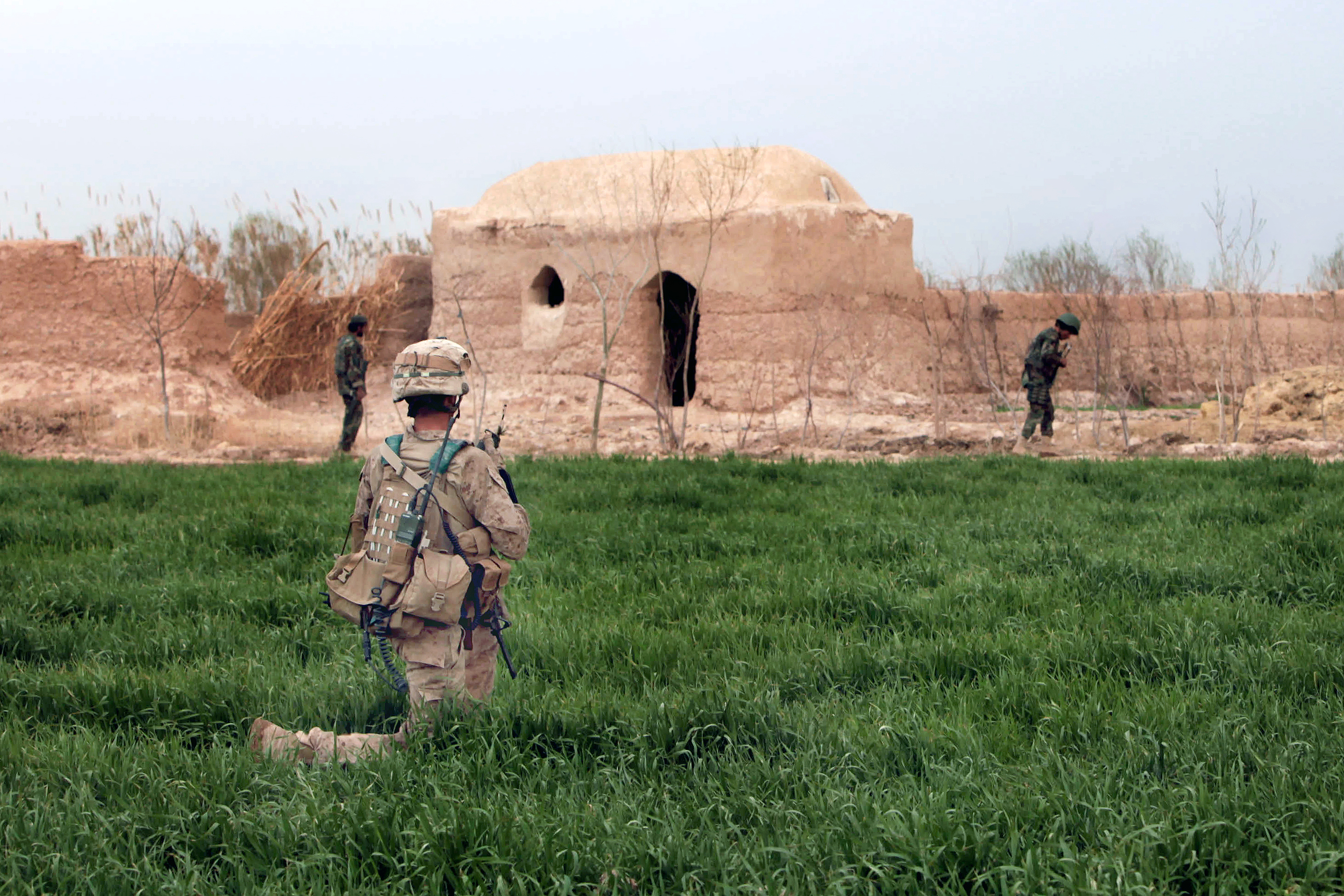
ヘルマンド州マルージャ郡

しかしオバマ大統領は大統領選挙ではアフガニスタンに増派すべきと主張したものの、際限のない駐留や出費には反対だった。反政府活動鎮圧を行うには40～50人の住民を守るために軍人や警察官が１人必要で、理論上は米軍が10万人必要だった。また10年以上の長期的な国家建設を行い、アフガニスタンの警察や軍を40万人養成する必要があり、その場合の経費は8890億ドルに及ぶと予想された。しかしソビエト連邦はかつてアフガニスタンに10万人を派兵し、100万人のアフガニスタン人を殺害したが戦争に勝利することは出来なかった。米国政府は反政府活動鎮圧や国家建設に深入りして、アフガニスタンから撤退出来なくなることを恐れていた。
米国の軍部はアフガニスタンに4万人を増派して、時間をかけて反政府活動鎮圧を行いターリバーンを撃滅したいと考えており、共和党もそれを支持していた。しかしオバマ大統領は短期間で迅速に軍事行動を行って撤退することが出来る出口戦略を求めていた。軍部や政権内で議論が行われ、結局オバマ大統領は本格的な反政府活動鎮圧やアフガニスタン軍の長期的な養成は行わず、一時的に3万人の増派を行ってアフガニスタンの軍や警察が治安を管理できる程度にターリバーンの戦闘能力を弱体化させ、2011年7月から撤退を始める「掃討・堅守・建設・転移」を行うと決断した。12月1日、オバマ大統領はニューヨーク州の陸軍士官学校で新戦略を発表し、残りの1万3000人を派兵した。
米国の軍部はオバマ大統領の決断に従ったが本心では納得しておらず、不足した兵力をNATO軍の増派で補って反政府活動鎮圧を行おうとした。一方、NATO加盟国には様々な国情があり、例えばドイツでは戦争継続について国論が分裂していた。ターリバーンやイスラム聖戦連合（IJU）はドイツ軍を撤退に追い込むため、クンドゥーズ州駐留のNATO軍に数か月間攻撃を加えた。その結果、巻き添えで民間人に死傷者が出て（クンドゥーズ空爆事件）、ドイツの閣僚が辞任した。イギリスはアフガニスタンに9000人を派兵していたが、更に500人の増派を発表した。マクリスタル将軍は兵力不足に対応するために、アフガニスタン全土での反政府活動鎮圧は諦めて400郡中80郡を重点地域に指定し、ヘルマンド州やカンダハール州、カーブル周辺やパキスタン国境などで反政府活動鎮圧を行って支配地域を広げることにした。戦争は激しさを増し、2008年と比べて米兵の死者が急増した。
アフガニスタンの大統領選挙はカルザイが再選したものの、選挙不正や汚職が酷く米国の言う事を聞かなくなっていた。パキスタンではパキスタン・ターリバーンが首都から100～160キロにまで迫り、核兵器備蓄基地のタルベラを脅かした。パキスタン政府は連邦直轄部族地域（FATA）に14万人の軍を派遣してパキスタン・ターリバーンと戦った。パキスタン軍の戦死者は2006年以降の5年間で2300人に及んだ。この戦いの中で注目されたのがマララ・ユスフザイである。一方、パキスタンはアフガニスタン・ターリバーンに対しては複雑な態度をとっていた。パキスタン政府はアフガニスタン・ターリバーンと戦う米軍やNATO軍に対する軍需物資の通過を認め、連邦直轄部族地域に対する無人機攻撃も認めていた。一方、軍統合情報局（ISI）はハッカーニ・ネットワークやターリバーン指導部との関係を継続しており、連邦直轄部族地域は米軍やNATO軍や諜報機関が侵入できない安全地帯と化していた。アフガニスタン・ターリバーンはアフガニスタン東部や南部に2万5千人の兵力を展開し、パキスタンの連邦直轄部族地域で十分な休息を取って戦争を続けていた。

## 第二回大統領選挙後

### 2010年

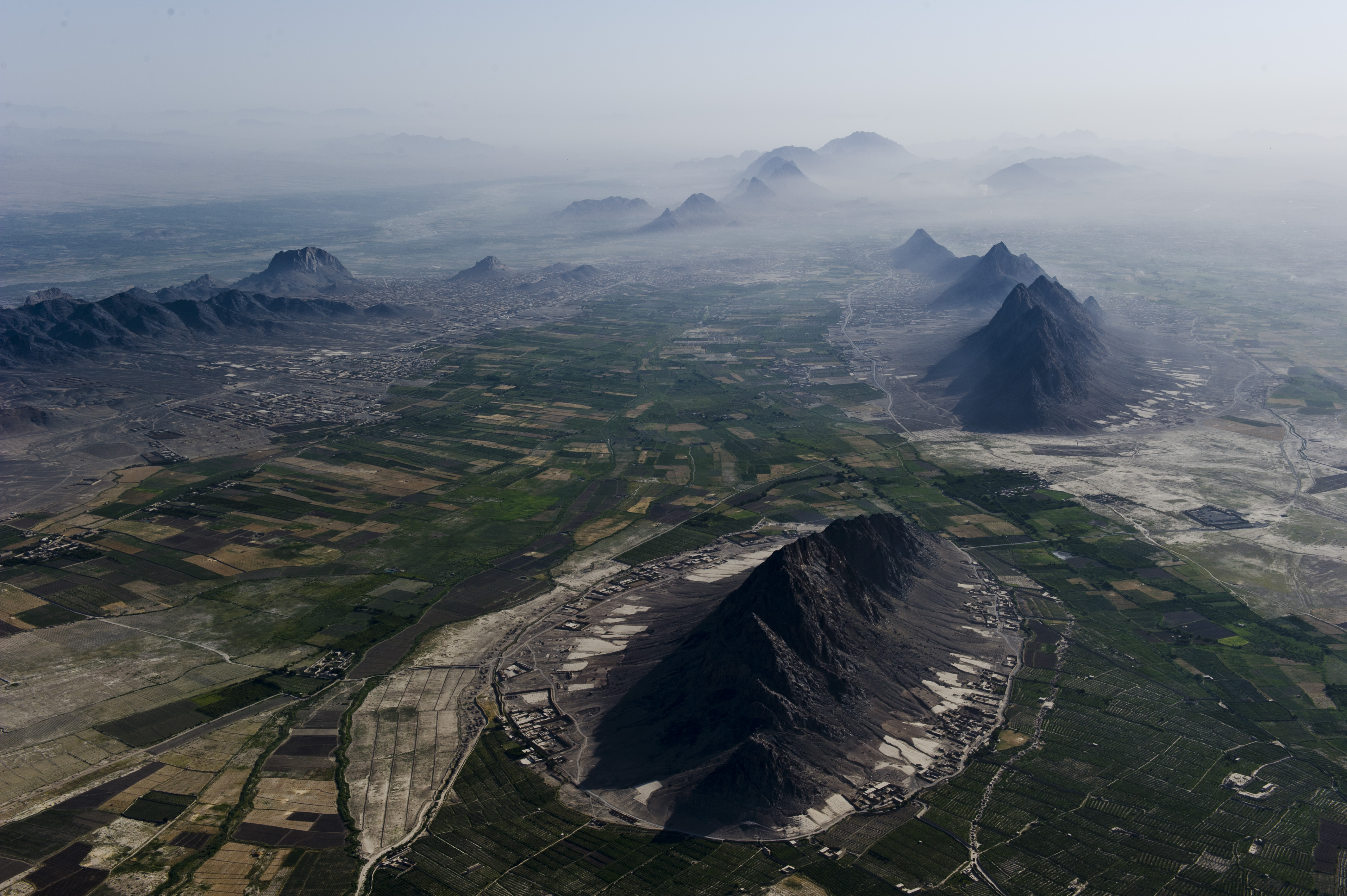
アルガンダーブ川

米軍やオバマ政権はターリバーン発祥の地であるカンダハール州や麻薬取引の中心地であるヘルマンド州を戦争の重心とみなしていた。2010年2月、国際治安支援部隊（ISAF）はヘルマンド州のマルージャ郡でモシュタラク作戦を行った。マクリスタル将軍はマルージャ郡にアフガニスタン政府の公務員を派遣して住民にサービスを行う移動政府を試みたがうまく行かなかった。同月、米軍はカンダハール州に精鋭部隊である第101空挺師団の第二旅団（4800人）を投入した。ターリバーンはアルガンダーブ川沿いの灌漑地帯に潜み、米軍を即席爆発装置（IED）で攻撃し、地下水路から奇襲攻撃を行ったので、米軍の損害が増大した。6月、マクリスタル将軍が兵力不足を嘆き、マクリスタル将軍の部下がバイデン副大統領などを批判したことをローリング・ストーン誌が面白おかしく報道し、マクリスタル将軍が辞任した。9月、国際治安支援部隊（ISAF）はドラゴン・ストライク作戦を実施して、ターリバーンを灌漑地帯から一掃した。
辞任したマクリスタル将軍の後任には、反政府活動鎮圧理論の考案者であるペトレイアス将軍が就任した。ペトレイアス将軍は統合特殊作戦コマンドによる夜間襲撃を前年の5倍に増やし、365人のターリバーン指揮官を殺害し、1400人のターリバーンを捕虜にした。また国際治安支援部隊（ISAF）は重点地域を96郡に増やしてターリバーンを攻撃した。しかし戦況に劇的な変化は生じなかった。
10月、北大西洋条約機構（NATO）の首脳会議がリスボンで開かれ、国際治安支援部隊（ISAF）からアフガニスタン治安軍への段階的な治安維持権限の移譲（撤退）が決まった。
パキスタンでは連邦直轄部族地域（FATA）がタイムズスクエア爆破未遂事件（5月）のような米国本土に対するテロ攻撃の温床になっていた。CIAは連邦直轄部族地域に対して無人攻撃機で122回の攻撃を行い、アフガニスタン人で構成された対テロ追撃チーム（CTPT）を越境させた。9月、米軍の攻撃ヘリコプターがパキスタンに領空侵犯し、パキスタン軍の検問所と交戦した。パキスタンは抗議のためトールハムを一時的に封鎖し、NATOの補給路を妨害した。ハッカーニ・ネットワークもクエッタなどでNATOの燃料輸送車を攻撃した。

### 2011年
アメリカ合衆国のオバマ大統領は2009年の増派の際、2011年7月から撤退を始めると決めていた。撤退開始が間近に迫った5月、米軍の特殊部隊がパキスタンの首都イスラマバード郊外のアボタバードにあった邸宅を急襲し、 ウサーマ・ビン・ラーディンを殺害した。一方、「掃討・堅守・建設・転移」戦略の進展は思わしくなかった。ターリバーンは米軍と互角の戦いを行い、カルザイ政権の汚職は改善せず、アフガニスタン軍の規模拡大も計画通りには進まなかった。
7月、カンダハールから米軍とカナダ軍が撤退を開始した。同月、カンダハールの実力者アフマド・ワリー・カルザイが暗殺された。
パキスタンでは米軍が前線基地を設置するために米軍の関係者285人を非公式に活動させていたが臨時職員のモラルは低く、１月にレイモンド・デイビス事件が起きた。11月、NATO軍が再びパキスタン軍と交戦・誤爆したので、パキスタンはトールハムを一時的に封鎖し、NATOの補給路を妨害した。

### 2012年
2012年7月、「アフガニスタンに関する東京会合」が開催された。アフガニスタン治安軍の年間予算（41億ドル）の負担割合（米国24億ドル、欧州12億ドル、アフガニスタン政府5億ドル）などが決まった。

### 2013年
2013年6月、国際治安支援部隊（ISAF）からアフガニスタン治安軍への治安権限の委譲が完了した。
同年11月、米軍はパキスタン・ターリバーンの指導者ハキームッラー・マフスードを空爆し殺害した。

### 2014年
2014年12月、国際治安支援部隊（ISAF）及び「不朽の自由作戦」が終了し、最盛期には約13万人にも及んだ外国軍の多くが国外に撤退した。多国籍軍は「確固たる支援任務」及び「自由の番人作戦」に移行し、治安はアフガニスタン軍や警察が独力で維持することになった。
同年5月、トルクメニスタン軍がバードギース州ゴールマーチ郡から越境してきた武装集団に襲撃された。ウズベキスタン人やトルクメニスタン人などで構成された武装集団はISAF撤退を機に永世中立国であるトルクメニスタンからアフガニスタンを攻撃しようとしていた。
同年4月、ジンナー国際空港に対する攻撃の報復として、パキスタン軍が北ワジリスタンを攻撃した（Zarb-e-Azb作戦）。12月、パキスタン・ターリバーンは軍が運営する学校を襲撃し、140人以上の生徒を殺害した（2014年ペシャーワル学校襲撃事件）。

## 第三回大統領選挙とターリバーンの分裂危機

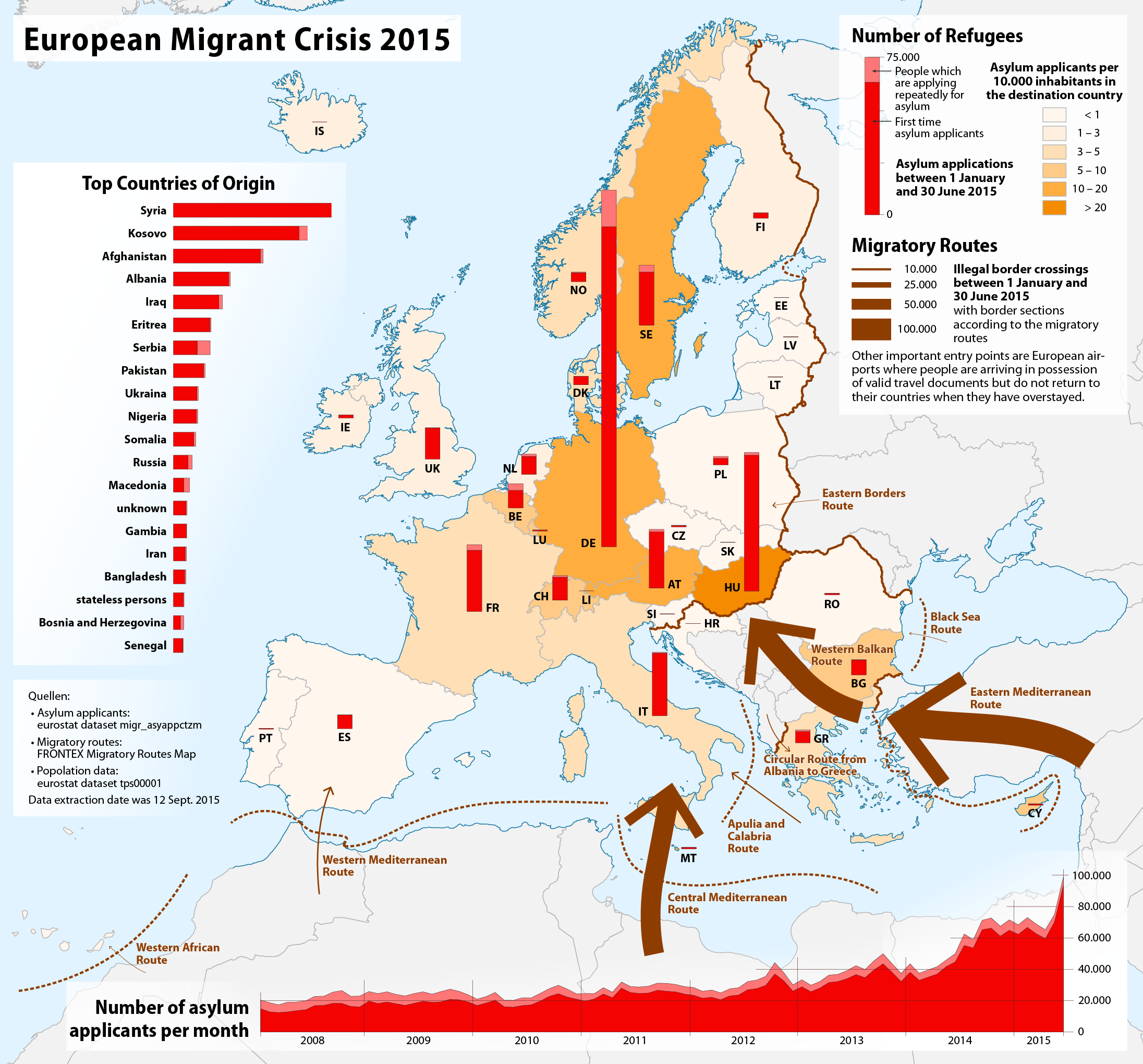
2015年欧州難民危機

### 2015年
2015年、イスラム国はパリ同時多発テロ事件などを起こし、世界に活動の輪を広げていた。1月、ターリバーンの一部がイスラム国に寝返って「ホラサン州」（ISIL-K）の設置を宣言した。5月、アフガニスタン政府とターリバーンとの間で非公式協議が行われ、ターリバーンの政治事務所をカタールのドーハに開設することで合意した。7月、パキスタンの仲介でアフガニスタン政府とターリバーンとの間で公式の和平協議が行われ、ターリバーンの最高指導者ムハンマド・オマルが声明を発表した。ところがその直後オマルが2013年に病死していたことが明らかとなり交渉は中断した。ターリバーンの内部で抗争が勃発し、武力衝突が起きた。その後、ターリバーンの最高指導者にアフタル・ムハンマド・マンスールが就任した。一方、ウズベキスタン・イスラム運動の指導者であるウスマン・ガーズィはイスラム国に寝返ったが、ターリバーンに攻められて死亡した。9月、ターリバーンはアフガニスタン第六の都市クンドゥーズを短期的に占領した（クンドゥーズの戦い）。10月、衝撃を受けたアメリカ合衆国のバラク・オバマ大統領は米軍の完全撤退を断念した。同年、多くのアフガン難民が欧州に避難しようとして、2015年欧州難民危機の一因になった。

### 2016年
2016年3月、ターリバーンの内部抗争が勃発し、ヘラート州で150人が死亡する大規模な戦闘が行われた。5月、アメリカ合衆国はターリバーンの最高指導者アフタル・ムハンマド・マンスールを殺害した。一説によるとアフタルは和平協議には否定的だったと言う。後任の最高指導者にはハイバトゥラー・アクンザダが就任した。

### 2017年
2017年10月、イスラム国の首都ラッカが陥落した。アフガニスタンでもイスラム国の最高指導者が米軍による空爆で死亡し、後継者争いにより組織が２つに割れ、ムアウィア・ウズベキスタ派がアフガニスタン北部に移動した。同月、アフガニスタン政府の支配地域は407郡中231郡（57％）にすぎないことが判明した。政府とターリバーンは122郡（30％）の支配を争っており、ターリバーンが54郡（13％）を支配していることが分かった。ターリバーンの支配地域は2015年11月から2017年8月の間に倍増しており、紛争地域も1.4倍に増加した。特にウルズガーン州（7郡中5郡）やクンドゥーズ州（7郡中5郡）、ヘルマンド州（14郡中9郡）は大半をターリバーンに支配されていた。アメリカ合衆国のドナルド・トランプ大統領は状況の悪化を防ぐために増派を決定した。一説によると2017年以降、空爆による民間人の死者が急増し、2019年には2016年の３倍（700人）に達したと言う。
12月、約200人のイスラム国の部隊がジョウズジャーン州ダルザーブ郡（Darzab）を支配下に置き、基地を建設していた。部隊にはシリアから逃げてきたアルジェリア人やフランス人なども居た。

### 2018年
2018年2月、米軍はジョウズジャーン州のイスラム国部隊をB52で爆撃し、特殊部隊で急襲して現地司令官を殺害した。ターリバーンもイスラム国と交戦し、大打撃を受けたイスラム国の部隊は8月にアフガニスタン政府に投降した。投降したイスラム国の部隊は約250人でフランス人の他にインドネシア人やウズベキスタン人やタジキスタン人、パキスタン人なども加わっており、女性や子供の戦闘員も居た。一方、イスラム国は戦闘員にアフガニスタンへの入国を呼び掛けており、アフガニスタン北部に潜伏中の戦闘員は5000人に達するという説があった。
8月、バードギース州ゴールマーチ郡のチャイニーズ・キャンプ基地が1000人のターリバーンに包囲され、孤立無援で陥落した。基地には106人の守備隊が居たが、アフガニスタン軍はガズニ州の攻防戦やジョウズジャーン州のイスラム国部隊の降伏などに忙殺されてヘリコプターが足りず、ゴールマーチ郡まで支援の手が回らなかった。
同年5月、パキスタンは連邦直轄部族地域を廃止し、カイバル・パクトゥンクワ州に併合した。国連によると連邦直轄部族地域に対する軍事作戦により、アルカーイダ系の武装集団がアフガニスタンに退避した。2018年現在アフガニスタンには1万人～1万5000人の外国人戦闘員が居り、そのうちアルカーイダは265人～400人だった。アルカーイダはターリバーンの保護の下でザーブル州に訓練基地を設けており、ウサマ・ビン・ラディンの息子ハムザ・ビン・ラーディンに統率されている部隊もあった。同年6月、米軍はパキスタン・ターリバーンの指導者マウラナ・ファズルッラーをアフガニスタン領内で空爆し殺害した。

### 2019年
国連によるとターリバーンの戦闘員は5万5000人〜8万5000人であり、非戦闘員を含めると総兵力は10万人に達する。2019年3月、ファーリヤーブ州では州都マイーマナをはじめ州内の大半の郡がターリバーンに包囲され、アフガニスタン軍に多数の戦死者が出た。ガニー大統領によると2014年から5年間で4万5000人以上のアフガニスタン治安部隊員が殺害された。8月、ハムザ・ビン・ラーディンの死亡が発表された。9月、四回目の大統領選挙が行われた。同月、米軍とアフガニスタン軍はヘルマンド州でインド亜大陸のアルカーイダ（AQIS）の指導者のアシム・ウマルを殺害した。国連によるとアフガニスタン国内のアルカーイダは400人〜600人であり、ターリバーンの保護下でヘルマンド州など12州で活動していた。アルカーイダはターリバーンと頻繁に会合を持ち、作戦計画や訓練について話し合っている。またアルカーイダはハッカーニ・ネットワークに資金や訓練を提供して共同で2000人の部隊を編成し前線に送り出した。ウマルの死後、アルカーイダはターリバーンの最高指導者の指示でアフガニスタン東部に移動したと言う。12月には30年以上アフガニスタンで支援活動を行ってきたペシャワール会の中村哲がナンガルハル州で殺害された。
同年2月、インドは2019年プルワマ襲撃事件の報復のために、パキスタン領内のカシミール過激派の拠点を爆撃した（バーラーコート空爆）。8月、インドはパキスタンのテロを防ぐためにジャンムー・カシミール州の自治権を廃止・はく奪し直轄領化した（ジャンムー・カシミール連邦直轄領）。

## 和平合意成立と戦闘の激化

### 2020年

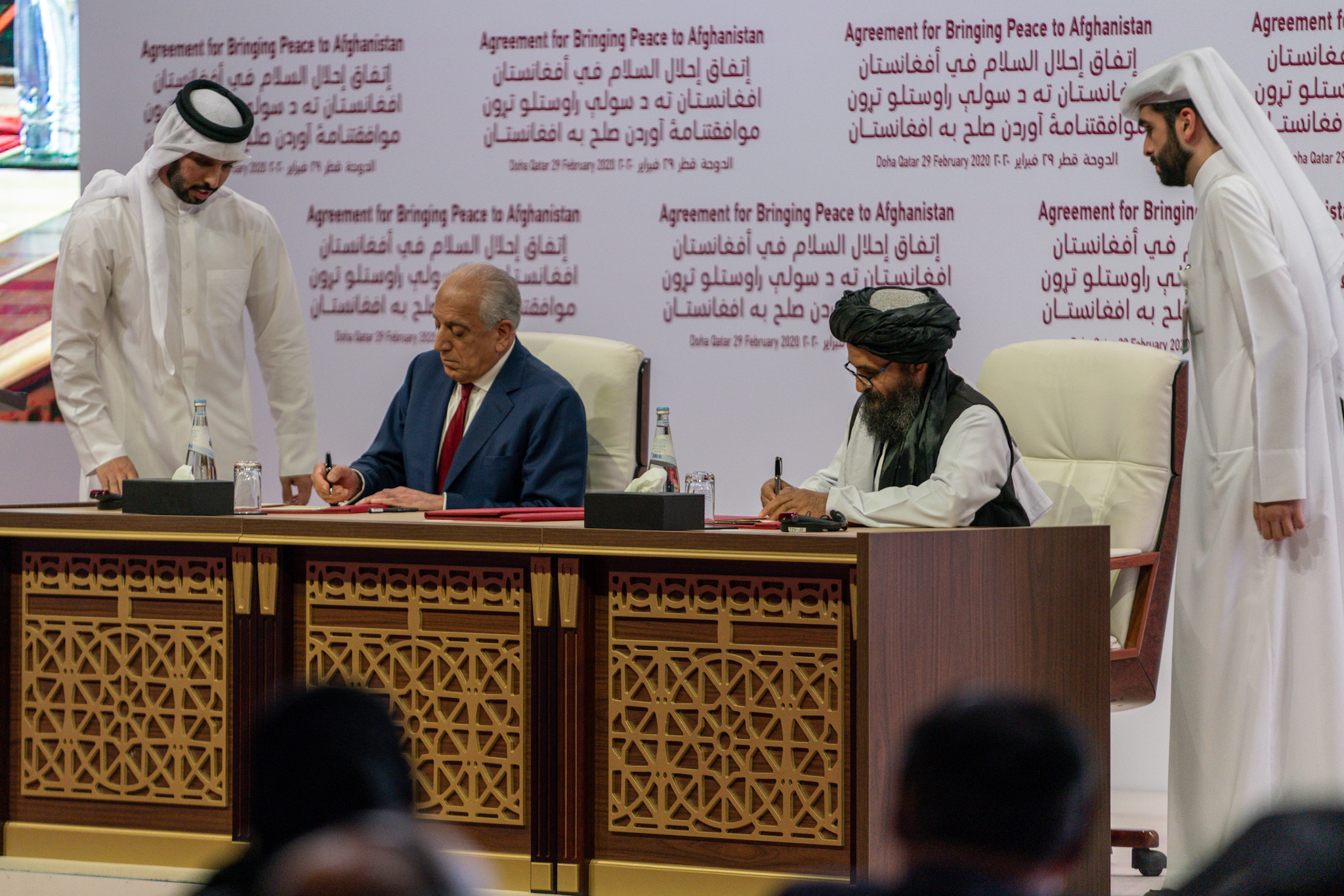
カタールのドーハで和平合意に署名するターリバーンの代表アブドゥル・ガニ・バラダル、米国の特使ザルメイ・ハリルザド（2020年2月29日）

2月29日、アメリカ合衆国とターリバーンの間で和平合意が成立した（ドーハ合意）。アメリカ合衆国は135日以内に駐留軍を縮小し、14ヶ月後の2021年4月末までにNATO軍と共に完全撤退すること、ターリバーンがアルカーイダなどを取り締まりアフガニスタンをテロの拠点にしないことが決まった。また合意にはアフガニスタン政府が5000人、ターリバーンが1000人の捕虜を解放することも盛り込まれた。しかし和平合意に参加していないアフガニスタン政府は5000人の解放に同意せず、1500人の解放しか認めなかった。アフガニスタン政府の関与なしに結んだこの合意は、専門家に「史上最も不名誉な外交交渉の一つ 」と呼ばれた。
3月、ガニー大統領が再選し大統領就任を宣言したが、対立候補のアブドラ行政長官は納得せず、混乱が続いた。
4月、アフガニスタン政府は合計300人の捕虜を解放したが、ターリバーンは納得せずアフガニスタン政府との交渉を打ち切った。また交渉中も戦闘は継続しており、ターリバーンは3月から4月中旬までに2804回の攻撃を行い、789人の民間人が死傷した。
5月、ガニー大統領とアブドラ行政長官の交渉が成立し、再び両者で権力を分け合うことになった。またガニー大統領はターリバーンに対してもラマダン明けのイード・アル＝フィトルの停戦が実現したことを評価し、2000人の捕虜釈放を発表した。
6月、アメリカ合衆国は駐留軍縮小の約束を果たして駐留軍を1万2000人から8600人に削減し、11月までに4500人にすると発表した。ターリバーンは米軍や都市部に対する攻撃は控えているが、地方で戦闘を続けている。
9月、アフガニスタン政府とターリバーンの初の和平交渉がカタールで開催された。アフガニスタン政府は民主主義の維持を主張したが、ターリバーンはイスラム政体樹立を要求した。一方、ターリバーンは和平協議中にもかかわらず34州中28州で攻撃をしかけた。
10月、ヘルマンド州では州都周辺の複数の検問所やカンダハール州に向かう基幹道路の一部がターリバーンに占領され、変電所の破壊により大規模な停電が発生した。州都陥落の危機に対して、米軍はターリバーンの攻撃をドーハ合意違反と断定して空爆を行い、ターリバーンを撃退した。攻撃を首謀したターリバーンの影の副知事は捕虜交換によりアフガニスタン政府から解放されたばかりだった。国連はこの攻撃をどの程度和平合意を破れば米軍が出てくるかを試すための攻撃だったと見做している。
同月、アフガニスタン政府は即時停戦を要求したが、ターリバーンは応じずに戦闘が続いた。カーブルではイスラム国がシーア派地区の病院や学校を襲撃して子供や妊婦を殺害し、ナンガハール州の刑務所を襲撃して囚人を解放した。一説によると刑務所の襲撃者は多国籍であり、イスラム国はアフガニスタンだけでなくインドからタジキスタンまで広域に活動していると言う。
同月、FBIが最重要指名手配していたアルカーイダのアブ・ムシン・アル・マスリーをアフガニスタン治安軍がガズニー州で殺害した。
11月、ターリバーンの攻撃が続く中でトランプ大統領は撤退を急いだ。アメリカ合衆国は駐留軍を2021年1月までに2500人にすると発表し、一方的に1年間で約1万人の兵力を削減した。なおアフガン治安軍はアフガニスタン軍が約18万7000人、警察が約11万8000人である。一方、ターリバーンの兵力は約5万8千人から10万人である。
12月、カンダハール州ではアフガニスタン軍の一部が193もの検問所を放棄して勝手に撤退したことが問題になった。ターリバーンは過去数年に渡って検問所を重点的に攻撃し、アフガニスタン軍や警察に被害を与えてきた。そのためアフガニスタン軍や警察は防備が手薄な検問所を廃止して、防備の硬い基地に部隊を移動させる政策を取っているが、地元の反対も根強い。一方、ターリバーンは道路を占領して補給線を寸断することで、アフガニスタン軍や警察を検問所や基地から撤退させている。
和平交渉再開後の9月以降、ターリバーンは攻撃を激化させており、例年戦闘が小康状態になる冬季も異例のペースで攻撃を続けた。また暗殺を強化しており、政府や軍・警察関係者だけでなく、NPOや医療従事者、ジャーナリスト、裁判官や検察官、知識人や著名な女性なども殺害した。またターリバーンに対して批判的な宗教学者の暗殺も行っており、国連はアフガニスタンで起きた暗殺事件の8割以上はターリバーンによるものと見做していた。結局、和平合意が成立した2020年も戦闘は続き、ターリバーンとアフガニスタン治安軍の双方に多数の死傷者が出た。

### 2021年
| 順位 | 都市名             | 人口        |
| ---- | ------------------ | ----------- |
| 1    | カーブル           | 約367.8万人 |
| 2    | ヘラート           | 約47.7万人  |
| 3    | カンダハール       | 約43.5万人  |
| 4    | マザーリシャリーフ | 約40.2万人  |
| 5    | ジャララバード     | 約22.6万人  |
| 6    | クンドゥーズ       | 約15.7万人  |
| 7    | プレ・フムリー     | 約10.8万人  |
| 8    | マイーマナ         | 約8.4万人   |
| 9    | シェベルガーン     | 約8.2万人   |
| 10   | タールカーン       | 約7.4万人   |

1月、アメリカ合衆国大統領にジョー・バイデンが就任した。アフガニスタンではターリバーンの攻撃が続き、民間人に多数の死傷者が出ていた。またターリバーンとアルカーイダの協力関係も続いていた。バイデン政権やアメリカ合衆国の議員団はターリバーンが和平合意を順守していないとみなし、トランプ政権による性急な撤退政策を見直すことにした。
2月、アメリカ合衆国や北大西洋条約機構（NATO）は4月末の完全撤退を断念し、撤退期限を延長した。
3月、アメリカ合衆国は駐留軍撤退後のターリバーンの勢力拡大やカーブル陥落の可能性に危機感を表し、アフガニスタン政府やターリバーンに国連やロシア、中国、インドなどの地域大国を交えた多国間による和平交渉の実施やトルコ軍などによる新たな国際平和維持活動の設立、アフガニスタン政府とターリバンによる連立政権の樹立などを勧めた。しかし一説によると連立政権についてアフガニスタン政府は難色を示していたと言う。
同月、ターリバーンはアフガニスタン各地で攻撃を継続し、ファーリヤーブ州アルマール郡やローガル州のシャルフ郡などを占領した。またバードギース州ムルガーブ郡はアフガニスタン軍の撤退により、ターリバーンの手に落ちた。
4月、アメリカ合衆国は9月11日までに駐留軍を完全撤退すると発表した。しかし米国の軍部は撤退後の情勢について不安を表明している。同月、トルコで和平会議が予定されていたが、ターリバーンの参加拒絶により5月以降に延期になった。一説によるとターリバーンは民主主義に反対しており、女性の人権についてもシャリーアで十分と考えている。ターリバーンはイスラム教に基づく中央集権国家を望んでおり、民主政府との連合政権には否定的であり、細部は無視するように求めている。
6月、国連によると５割〜７割の州都で周辺部の郡を巡ってターリバーンとアフガニスタン政府軍が戦闘を行っており、州都周辺の一部の郡はターリバーンが占領している。また郡庁所在地の約６割（57％）はターリバーンに占領されている。
ターリバーンは幹線道路や国境検問所・税関を手中に収めるためにバダフシャーン州やバグラーン州、クンドゥーズ州やタハール州、ジョズジャーン州などアフガニスタン北部に兵力を移動させた。ターリバーンによる北部道路網の支配は2001年以降最大レベルに達しており、ターリバーンは高速道路に検問所を設置して、アフガニスタン治安軍や政府関係者の移動を妨害し、通行税の徴収や麻薬や鉱物資源の輸出を行っている。また一説によると2020年の戦闘により予め州都周辺に対する軍事的なプレッシャーを強めてあるため、外国軍が撤退して対応できなくなる頃を見計らって軍事作戦を行うつもりだと言う。
6月1日から6月11日の間に、327人のアフガニスタン治安部隊が戦死し、民間人82人が戦闘に巻き込まれ死亡した。また、同じ期間に少なくとも11の郡がターリバーンに陥った。
6月16日、ファーリヤーブ州ダウラターバード郡に進出したアフガニスタン軍コマンド部隊がターリバーンに包囲され壊滅、隊員のうち少なくとも24人が戦死した。
6月18日、ターリバーンはクンドゥーズ州の州都近郊に部隊を集結させたが、結局攻撃は行わなかった。6月22日、クンドゥーズ州の他にバグラーン州やサーレポル州、ファーリヤーブ州は州都近郊までターリバーンが迫っていた。米軍は人口が10万人を超えるバグラーン州の州都プレフムリーやクンドゥーズ州の州都クンドゥーズに対しては支援を行っているようである。6月25日、バイデン大統領とガニ大統領の会談に合わせて、米軍はバグラーン州やクンドゥーズ州でドローンによる空爆を行った。また一説によると、ターリバーンは米軍を刺激しないように州都など都市部への攻撃を自粛していると言う。
6月19日、ガーニ大統領は国防大臣代行にビスミッラー・ハーン・モハンマディを任命した。前任者のアサデュッーラ・カリード大臣は長期間不在だった。同月、陸軍の参謀総長にワリー・アフマドザイ将軍（Wali Ahmadzai）が任命されたが、下院の国内治安委員会によるとターリバーンと戦うより報復人事に夢中になっていると言う。
6月23日、ターリバーンはジョウズジャーン州アンドホイ郡を占領した。25日にアフガニスタン軍は同郡に進出し奪還を宣言したものの、翌26日には1000人以上のターリバーン戦闘員が現れ、激しい戦闘や空爆でバザールや家屋が破壊されたのち、再びターリバーン側に陥落した。一説によるとアフガニスタン軍は農村部に対する増派が遅れていると言う。またターリバーンは兵力や他の地域への進軍を誇張して宣伝するため、ターリバーンに包囲された部隊が動揺して撤退してしまうと言う。ターリバーンは動画ニュースを作成し、アフガニスタン軍が逃げたと言う主張を広めている。またターリバーンは6月1日から23日までに戦車8台、迫撃砲や重砲56機を鹵獲したと主張しており、米軍のドローンが鹵獲された重火器を破壊して回っている。
7月3日、バグラム空軍基地から米軍とNATO軍の全ての部隊が撤退した。7月8日、アメリカ合衆国のバイデン大統領は撤退期限を前倒しして8月末までに米軍の撤退が完了すると発表した。またドイツ軍やイタリア軍、ポーランド軍は6月末までにアフガニスタンから撤退している。一方、トルコ軍は撤退せず、カーブルのハーミド・カルザイ国際空港を警備している為、ターリバーンは反発している。
ターリバーンの攻勢は続いており、「中東かわら版」によると5月から7月の約2ヶ月間に407郡中114郡を陥落させたと言う。アフガニスタン軍が奪還した郡もあるため、全てがターリバーンの支配地になったとは言えないが、バダフシャーン州（28郡中26郡）やタハール州のように州都以外は全てターリバーンに占領されている州も存在する。ターリバーンは国境の通関を重点的に占領しており、6月から7月の間にタジキスタン国境のシルハンバンダル、イラン国境のイスラム・カラ、トルクメニスタン国境のトルグンディ、パキスタン国境のスピンボルダックがターリバーンの手に落ちた。
アフガニスタン軍はバダフシャーン州やタハール州で大敗を喫しており、タジキスタン政府によると、アフガニスタンからタジキスタンに敗走したアフガニスタン兵は2週間で1600人に及んでいると言う。タジキスタンは国境防衛のために2万人の予備役兵を動員すると共に、集団安全保障条約を通じてロシアに援助を求めた。ロシアは要請に応じてタジキスタン内のロシア軍基地の使用準備を開始した。7月9日、上海協力機構と欧州安全保障協力機構の合同会議はアフガニスタン北部で様々なテロリストや過激派グループの存在感が急激に増しており、アフガニスタン政府と連携して国境地帯の脅威の封じ込めや麻薬の製造・通過に対する実質的な対策を行うとした。またアタ・モハマド・ヌールやラシッド・ドスタムなどの北部軍閥がアフガニスタン政府の要請に応じて数千人の民兵を動員した。
7月上旬、ターリバーンはガズニー州やカンダハール州の州都を激しく攻撃した。7月7日、ターリバーンはバードギース州の州都を攻撃した。しかしアフガニスタン軍や民兵が反撃し、7月16日に停戦した。
7月17日、ターリバーンとパキスタン当局はスピンボルダックの国境封鎖を解除した。アフガニスタンのアムルッラー・サレー第一副首相は、パキスタン空軍がスピンボルダックのターリバーンを警護しているとしてパキスタンを非難した。またガーニ大統領は推定によると先月パキスタンなどから1万人以上のジハード戦士がアフガニスタンに侵入したとしてパキスタンを非難した。7月21日、アフガニスタンの駐パキスタン大使の娘が拉致される事件が発生し、アフガニスタンとパキスタンの関係がさらに悪化した。

## ターリバーンの全土攻勢
| 日付    | 州                 | 都市名               |
| ------- | ------------------ | -------------------- |
| 8月6日  | ニームルーズ州     | ザランジュ           |
| 8月7日  | ジョウズジャーン州 | シェベルガーン       |
| 8月8日  | クンドゥーズ州     | クンドゥーズ         |
| 8月8日  | サーレポル州       | サレプル             |
| 8月8日  | タハール州         | タールカーン         |
| 8月9日  | サマンガーン州     | アイーバク           |
| 8月10日 | ファラー州         | ファラー             |
| 8月10日 | バグラーン州       | プリ・フムリー       |
| 8月11日 | バダフシャーン州   | ファイザーバード     |
| 8月12日 | ガズニー州         | ガズニー             |
| 8月12日 | ヘラート州         | ヘラート             |
| 8月12日 | バードギース州     | カラエナウ           |
| 8月12日 | カンダハール州     | カンダハール         |
| 8月13日 | ヘルマンド州       | ラシュカルガー       |
| 8月13日 | ゴール州           | チャグチャラーン     |
| 8月13日 | ローガル州         | プリアラム           |
| 8月13日 | ザーブル州         | カラート             |
| 8月13日 | ウルーズガーン州   | タリーン・コート     |
| 8月14日 | パクティヤー州     | ガルデーズ           |
| 8月14日 | パクティーカー州   | シャラナ             |
| 8月14日 | クナル州           | アサダーバード       |
| 8月14日 | ファーリヤーブ州   | マイーマナ           |
| 8月14日 | ラグマーン州       | メフタルラーム       |
| 8月14日 | ダーイクンディー州 | ニリ                 |
| 8月14日 | バルフ州           | マザーリシャリーフ   |
| 8月15日 | ナンガルハール州   | ジャラーラーバード   |
| 8月15日 | ヴァルダク州       | マイダーンシャー     |
| 8月15日 | ホースト州         | ホースト             |
| 8月15日 | バーミヤーン州     | バーミヤーン         |
| 8月15日 | カーピーサー州     | マフムーディラーキー |
| 8月15日 | パルヴァーン州     | チャーリーカール     |
| 8月15日 | ヌーリスターン州   | パールーン           |
| 8月15日 | カーブル州         | カーブル             |

7月17日と7月18日、イード・アル＝アドハー（犠牲祭）を前にアフガニスタン政府とターリバーンの和平協議がドーハで行われた。アフガニスタン政府は従来にない高位の要人を交渉団に参加させて、ターリバーンを説得しようとした。7月18日、ターリバーンの指導者のハイバトゥラー・アクンザダは真剣に和平交渉を行っていると述べ、イスラム体制の確立・平和・治安の構築、世界との良好かつ強固な外交的・経済的・政治的な関係の構築、他国の治安を脅かす者に対する領土の使用禁止、内政不干渉による独立、大使館・外国組織・投資家の保護、イスラム教と国益の範囲内でのジャーナリズムの自由を約束した。しかし結局、2021年はイード・アル＝アドハーの停戦が実現しなかった。ガーニ大統領によるとアフガニスタン政府はターリバーンの要求に応じて5000人の捕虜を解放して来たが、ターリバーンには有意義な交渉を行う準備が無かった。ガーニ大統領は最後通牒として高位の和平交渉団を送り出したが、和平交渉団を率いるアブドラ・アブドラ議長からターリバーンには和平の意思がないという報告を受けた。今後は優先順位をつけて防衛を行い、国民の団結と断固たる態度を示して3〜6ヶ月で状況を打開すると述べた。
7月22日、米軍のミリー統合参謀本部議長は420地区中210地区余りを反政府軍が支配しており、ターリバーンが優勢であることを認めた。しかし州都はどこも陥落しておらず、アフガニスタン軍は人口の多いカーブルや州都の防衛のために兵力調整をしており、このままターリバーンが勝利できるとは限らない。和平か敗戦か色々な可能性があり、状況を注視して対応したいと述べた。また米軍の撤退は95％完了しており、撤退後は近隣国に地域の治安評価拠点を設置し、地平線の向こう側から空爆などの軍事的・財政的な支援を行うと述べた。
実はアメリカ国防情報局は2020年末の報告書で、ターリバーンは米軍を確実に完全撤退させるために形だけ立派な交渉団を送って和平交渉に参加しているが、譲歩や妥協をする気が無い可能性が高く、軍事的な勝利を狙っており、2021年中の停戦は無く、撤退が停滞した場合は米軍への攻撃を再開すると報告していた。バイデン大統領はアフガニスタンの将来を自己決定に委ね、アフガニスタン政府を応援することにした。一説によると今後の展開としては1) アフガニスタン政府が州都などの支配を維持する、2) アフガニスタン政府が崩壊し、ターリバーンが支配する領域とそれ以外に分裂する、3) アフガニスタン政府が長期間持ちこたえることでターリバーンが諦めて政治的に妥協するという３つの可能性があると言う。
7月25日、ターリバーンの報道官はガーニ大統領の解任を要求した。同日、アフガニスタン政府はカーブル州、パンジシール州、ナンガハール州を除く34州中31州に夜間外出禁止令を発令した。
8月3日、ターリバーンはヘラート州やヘルマンド州の州都を激しく攻撃している。
8月6日、政府メディア情報センターの責任者がターリバーンによって殺害された。ターリバーンは空爆の報復として今後も政府高官のを標的にすると警告した。ターリバーンはニームルーズ州の州都を占領した。首都カーブルから直線距離で800km離れた辺境の州であるが、ターリバーンはついに州都の占領に成功した。SNSでは戦闘員が鹵獲したSUVや軍用ハンビーを運転し、地元の住民が歓迎する様子が伝えられた。国連特使は「致命的な段階」に入ったと警告し、英国及び米政府はアフガニスタンからの自国民の「退去」を勧告した。
8月7日、ターリバーンはジョウズジャーン州の州都シェベルガーン市を占領した。シェベルガーンは人口が多く戦略上重要な都市だった。またドスタム派の中心地であり政府側民兵の働きが大いに期待されていたが、期待はずれに終わった。地元の有力者であり元将軍のラシッド・ドスタムが政府唯一の支配地区 Du Koh Districtに退避した。ターリバーンはクンドゥーズ州やタハール州、バダフシャーン州の州都も攻撃している。同日夜、米軍のB52がジョウズジャーン州やヘルマンド州の州都を爆撃した。
8月8日、ターリバーンはクンドゥーズ州の州都を制圧した。同グループは警察本部、知事の敷地、市内の刑務所を占拠し、アフガニスタン軍が実効支配する領域は基地と空港に限られている。同日、クンドゥーズ州の東隣りにあるタハール州の州都もターリバーンに占領された。更に同日、ターリバーンはシェベルガーン市を流れるサフィード川の上流にあるサーレポル州の州都も制圧した。同日、ターリバーンはクンドゥーズ州の西隣にあり北部最大の都市であるバルフ州の州都にも迫った。ターリバーンの急速な前進はアフガニスタン軍の士気の低下と脱走を招いた。
8月9日、アフガニスタン軍が撤退した為、ターリバーンはサマーンガン州の州都を占領した。一方、タハール州やクンドゥーズ州のアフガニスタン軍は州都やその周辺でターリバーンと戦っている。同日、ガーニ大統領はラシッド・ドスタムの提案を受け入れて民兵を統括する公衆蜂起軍統合指令センターを設立し、民兵の動員や武器の供給を行うことを発表した。内務大臣によると政府軍の敗走により道路の支配を失ったため、補給や負傷者の後送はヘリコプター頼みになっている。その上、米軍の突然の撤退により全国400箇所で戦闘が始まってしまった。アフガニスタン政府は地元の指導者に民兵の動員や戦闘の権限を移譲して、政府軍の敗走を止め、都市を取り囲む防衛線に再集結し、攻勢に転じるという三段階の作戦を考えていると言う。一方、これは2003年に日本が主導して行った武装解除・動員解除・社会復帰の終焉でもあった。
8月10日、アメリカ合衆国がパキスタンに対して国境沿いのターリバーンの安全地帯を閉鎖するように依頼したので、パキスタンは通関するアフガニスタン人にパスポートやビザを要求して、スピンボルダックを閉鎖に追い込んだ。同日、ターリバーンはクンドゥーズ州の南にあるバグラーン州の州都を占領した。バグラーン州はサラン峠の北側に位置する戦略的に重要な州であり、クンドゥーズ州への増援や首都カーブルの防衛にとって大きなマイナスとなった。同日、ターリバーンはニームルーズ州の北にあるファラー州の州都も占領した。同日、アフガニスタン政府の財務大臣が辞任して出国した。
8月11日、ターリバーンはバダフシャーン州の州都を占領した。この都市は北部同盟の本拠地だった。

### 米軍主導の首都撤退
8月12日、ターリバーンはクンドゥーズ空港を占領した。同日、ガズニー州やカンダハール州やヘルマンド州やヘラート州の州都でも激しい戦闘が続いた。またバードギース州の停戦も破れた。同日、州知事が勝手に交渉して退却したため、ターリバーンはガズニー州の州都を占領した。ガズニーはカーブルの南の入口のような場所にあり、首都カーブルの防衛にとって大きなマイナスとなった。同日、アメリカ合衆国のバイデン大統領は団結して戦うように呼びかけた。しかし一説によるとアフガニスタン軍の士気は低下していると言う。8月12日、アメリカ合衆国はカーブルの大使館の縮小と撤退支援の為に3000人の増派を発表した。英国は600人の軍をカーブル空港に配備することを発表した。当局者は、展開は24〜48時間で行われ、月末までに完了すると述べた。計画はチャーター機を使用し、カーブル空港を利用して避難する。ただし、それが不可能になった場合は軍用機を使用する。英国政府によると避難は長い間計画されていたが、治安状況が急速に悪化したためタイミングが早められたと述べた。3000人の米軍に加えて、武力紛争がエスカレートした場合に備えて、さらに3500人がクウェートで待機する。カナダは、過去にカナダのスタッフと一緒に働いたアフガニスタンの家族の収容、カーブルの大使館職員を避難させるために、カナダの特殊部隊が配備されると発表した。デンマーク政府とノルウェー政府は、カーブルにある大使館が安全上の理由で閉鎖されることを発表し、彼らの外交スタッフと彼らと一緒に働いていたアフガニスタン人を避難させる計画を立てている。
8月12日から13日にかけて、ターリバーンはヘラート州とカンダハール州の州都を占領した。ヘラートとカンダハールは人口40万人以上の大都市であり、アフガニスタンで二番目と三番目に人口が多い大都市である。大都市には軍団の司令部や空港があり、周辺の州に対する航空支援を行っている。そのため大都市が陥落すると周辺州の戦況も悪化し、ヘラート州に隣接するバードギース州、カンダハール州に隣接するヘルマンド州やザーブル州が陥落した。一説によると地元の長老が住民の被害や公共施設の破壊を避けるように政府軍やターリバーンに陳情し、それに応じて政府軍が撤退していると言う。
8日13日、カーブル州の南に隣接するロガール州が陥落した。ターリバーンは8月6日以降の約8日間で第2位・第3位の大都市を含む34州中18州を占領し、首都カーブルの近郊まで到達した。地方の軍や国民はターリバーンに対して徹底抗戦する気がない事が分かった。
8月14日、ターリバーンは国内第四位の大都市であるバルフ州の州都マザーリシャリーフ市を占領した。一説によるとアフガニスタン軍があっさり降伏した為、民兵も戦意を失い、アタ・モハマド・ヌールやラシッド・ドスタムは州外に逃亡した。同日、ターリバーンはナンガハール州の州都ジャララバード市を占領した。一説によると地元の長老の依頼により州政府や軍は無抵抗で市を引き渡した。ジャララバードは国内第五位の大都市であり、カイバル峠を擁する戦略上重要な都市である。ターリバーンは西部（ヘラート）・南部（カンダハール）・北部（マザーリシャリーフ）・北東部（クンドゥーズ）・東部（ジャララバード）を占領し、首都カーブルは完全に孤立した。

## カーブル陥落

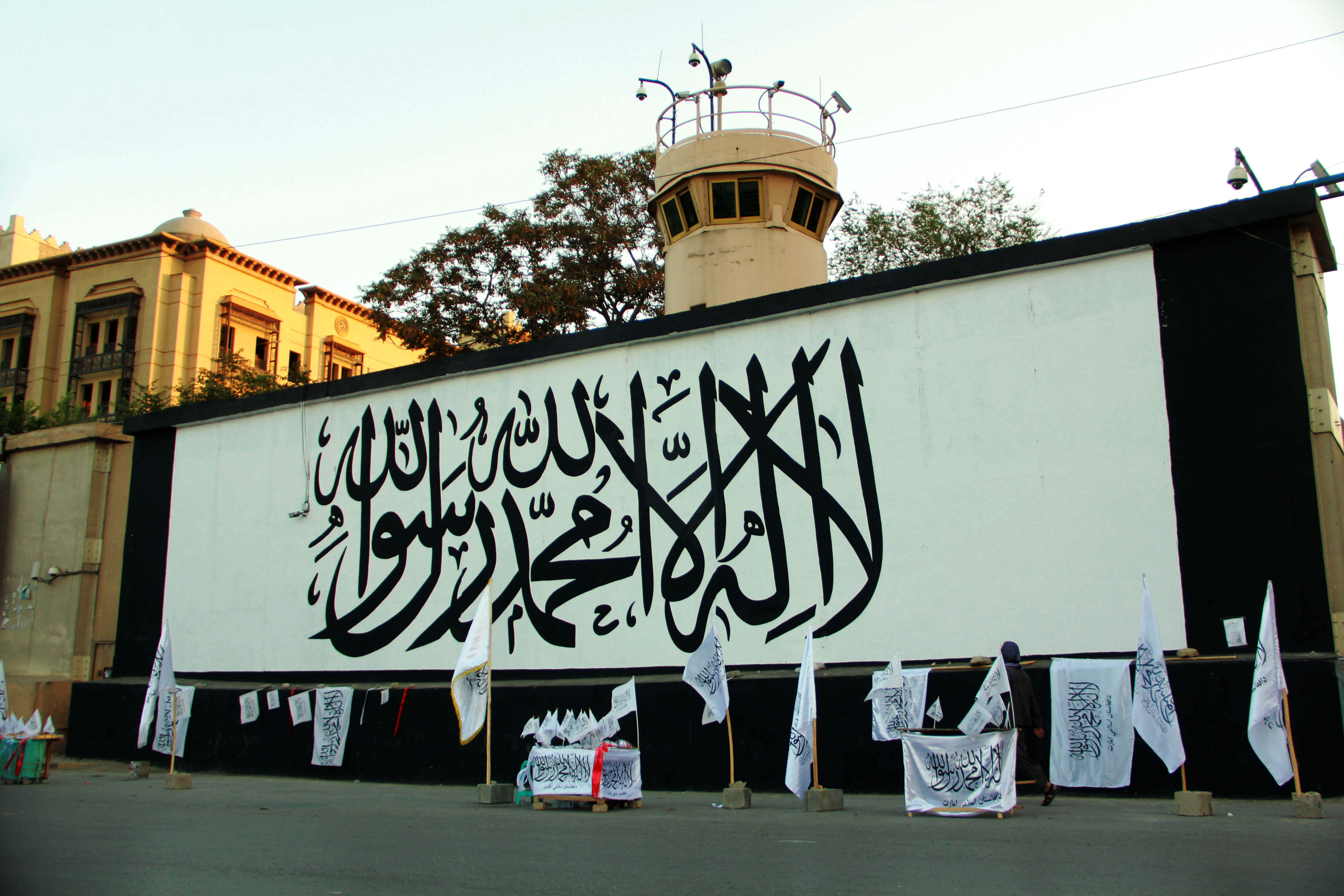
アメリカ大使館の壁に描かれたターリバーンのシャハーダ

8月15日、ターリバーンは首都カーブルを包囲し、アフガニスタン政府は政権移譲の意思を示した。同じ日、「武力で首都を取る計画はない」との声明を出したにもかかわらずカーブルの郊外に入り、Kalakan地区、Qarabagh地区、およびPaghman地区。プル・エ・チャルキ刑務所での都市全体の停電と暴行および囚人の暴行の可能性が報告された。ボーイングCH-47チヌークとシコルスキーUH-60ブラックホークヘリコプターが避難を実行するためにカーブルのアメリカ大使館に着陸し始め、外交官が機密文書を慌ただしく処分していると報告された。
アフガン内務省はガニー大統領が国外に脱出したこと、ターリバーンが率いる暫定政府が樹立されることを発表した。カルザイ前大統領は交渉チームの一員となることになっていた。ターリバーンは、政権交代を待ち、無理矢理カーブルに入らないように戦闘員に命じた。治安部隊はバグラム空軍基地をターリバーンに降伏させた。空軍基地には、約5000人のターリバーンとイラクのISILの囚人が収容されている。後に、ガニー大統領がタジキスタンに去ったことが報告された。

### カーブル陥落後
事実上、政権は崩壊したものの、アフマド・マスード、アムルッラー・サーレハ第一副大統領を中心にパンジシール渓谷で抵抗運動が展開されている。
8月30日、米軍はアフガニスタンからの撤退を完了。8月31日、ジョー・バイデン大統領は国民向けの演説で戦争終結を正式に宣言。一方、ターリバーンは米国に対する勝利を宣言。20年間続いたアフガニスタン紛争はターリバーンの勝利に終わった。その後、ターリバーンに対する抗議が8月17日に始まった。抗議グループはタリバーン政府による女性の扱いに懸念を表明しており、それを差別的であると見なしている。アフガニスタンの民族レジスタンス戦線に支えられて、抗議者たちは地方分権化、多文化主義、社会正義、仕事、教育、そして食糧も要求している。
タリバーンは時が経つにつれて暴力の増加とともに抗議を抑制し、活動家を誘拐し始めた。この政策は最終的に抗議行動を徐々に終わらせ、カブールでの最後の抗議行動は2022年1月16日に起こった。
米国は撤退後も敵対姿勢は崩さず、経済制裁を行った。しかし、これはアフガン市民の生活困窮を招き、国連は人口の半数以上である約2500万人が貧困の状況にあるとした。薬物汚染も問題となった。人権問題を建前にした経済制裁が、人道危機の原因となる矛盾に批判が高まったことで、米国は人道支援を例外とした。

## 被害
ブラウン大学の「コスト・オブ・ウォー」プロジェクトによると、2021年4月時点で、アフガニスタンでの死者は17万1,000〜17万4,000人、アフガン民間人が4万7,245人、アフガン軍・警察が6万6,000〜6万9,000人、反対派の戦闘員が少なくとも5万1,000人となっている。しかし、"病気、食料・水・インフラへのアクセスの喪失、その他の間接的な影響 "による死者数が不明であるため、死者数はもっと多い可能性がある。国連によると、2001年の侵攻以降、570万人以上の元難民がアフガニスタンに帰還したが、2021年現在、260万人のアフガニスタン人が難民として残っているか、主にパキスタンやイランに逃れており、さらに400万人のアフガニスタン人が国内での避難民として残っている。一方得られた利益として、2001年以降のアフガニスタンでは健康、教育、女性の権利などが改善された面もあるが、ターリバーン政権回帰後にこれらが維持されるかは不確実である。

## 戦争犯罪

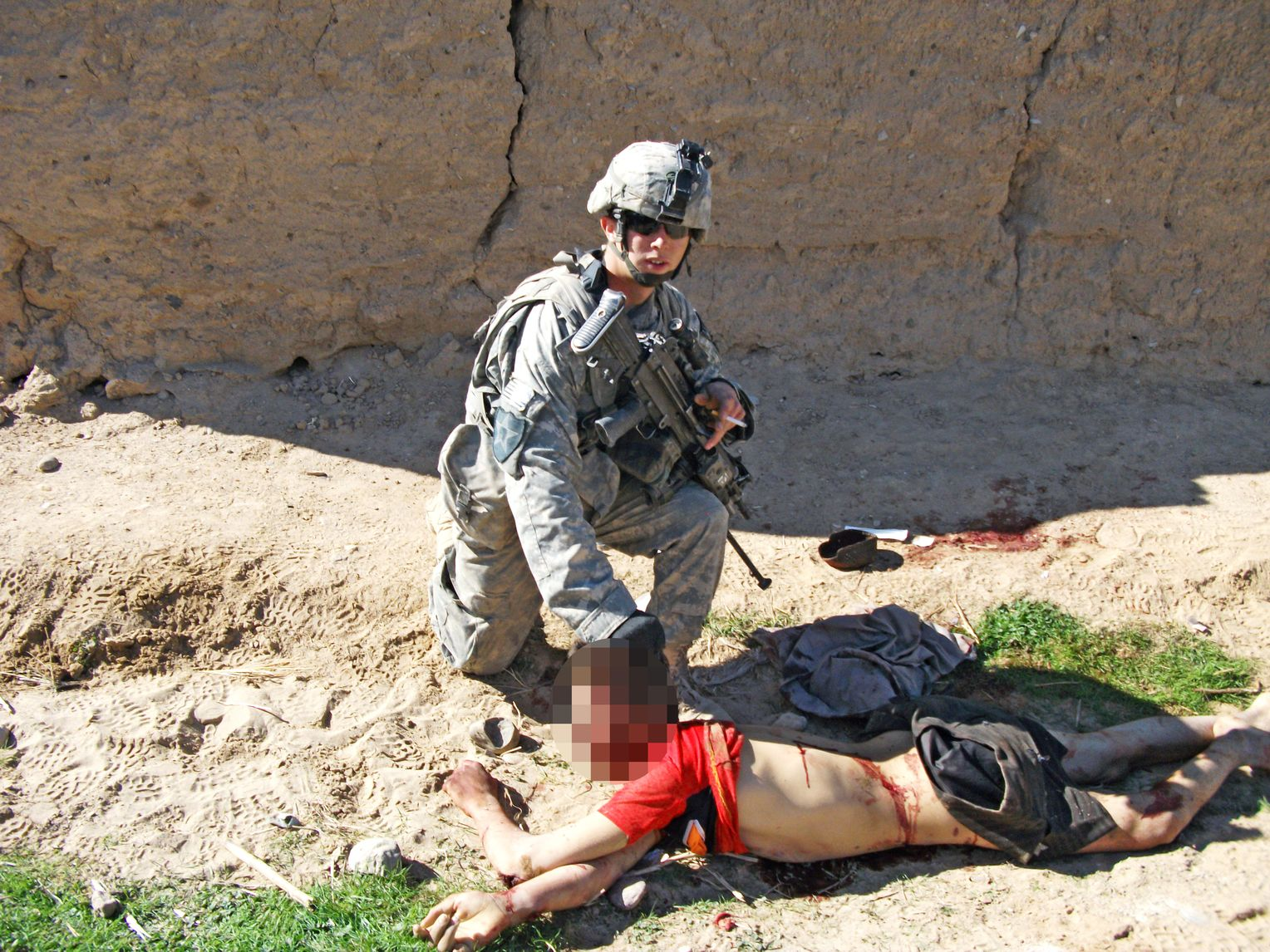
米軍兵士によって殺害されたアフガニスタン人の少年

アフガニスタン紛争において、数多くの重大な人権侵害が発生していることが人権団体により報告されている。戦争犯罪及び人道に対する罪を取り扱う国際刑事裁判所(ICC)も2007年から予備調査を始め、2013年に「アフガニスタンで、戦争犯罪及び人道に対する罪が過去そして今も犯されている」と結論づけている。しかし、主な対象となる米国が猛反発し、ICCに圧力をかけたことで、本調査は後回しにされている。カルザイ政権は、戦争犯罪恩赦法を施行したり、人権団体による報告書公表を阻止したりした。復権したタリバンもまた、米国と戦争犯罪を追及しない密約を結んだという報道がある。

### 夜襲作戦
連合軍支配下のアフガニスタンでは、農村部に逃げ込んだターリバーン戦闘員を見つけ出すため、「夜襲作戦」と呼ばれる"ターリバーン狩り"が行われた。深夜、突然襲来して家をしらみつぶしに回り、返事のない家のドアは爆弾を使って押し破った。氷点下の寒さの中、大人の男性たちは全員、着の身着のまま一軒の民家の中庭に集められ、尋問されたという。当初米軍が単独で行っていたが、2006年ごろからアフガン政府軍との共同作戦となり、数千回実施された。作戦はタリバン封じ込めに効果を上げる一方、民間人の犠牲者を多く出し、物議を醸した。あまりの不評にカルザイ大統領が「夜襲作戦をやめない限り、外国部隊の駐留延長を認めない」と主張して禁止したが、ガニー次期大統領は復活を認めた。その後も、CIAから直接支援を受けていた国家保安局の01ユニットにより、マドラサで寝泊まりしていた子供らが虐殺される、医療施設が襲撃に遭い医療従事者と民間人が殺害される等の事件が発生した。

### 白リン弾
連合軍はカピサ州の民間人の居住地域で化白リン弾を使用し、1発が民家に命中。その家の住民である8歳の少女が顔に大火傷を負った。

### 捕虜の大量処刑
2001年、北部同盟の軍閥であるドスタム派は降伏したターリバーン旧政権軍の兵士8,000人をコンテナに閉じ込め収容所へ輸送し、結果5,000人が「行方不明」になった。行方不明者の大半は窒息死した者で、生き残った者は射殺されたと証言する者もいる。コンテナ1つに200人の捕虜が詰め込まれていた。北部同盟の将軍はアメリカ兵が捕虜に対して刺突・身体を切断する等、危害を加えていたと証言した。米国国防省並びに国務省は1,500人から2,000人がダシュテ・レイリで殺害されたことを示す文書を公開した。

### 各種テロ行為
連合軍に対し軍事力で劣っていたターリバーンは、対抗手段として住民を脅迫し、連合軍に協力的な者は暗殺した。連合軍側に利するとみなした民間施設等のインフラストラクチャーに対して自爆攻撃を行うなど、ソフトターゲットを標的にテロを繰り返した。

## 年表
- 2001年9月11日 - アメリカ同時多発テロ事件が発生。
- 2001年10月2日 - 北大西洋条約機構が集団的自衛権を発動。
- 2001年10月7日 - 有志連合諸国によるアフガニスタン領内への攻撃開始。
- 2001年10月6日 - クレセント・ウィンド作戦開始、連合国軍の制空権を確立。
- 2001年11月14日 - カーブル陥落 (2001年)。
- 2001年12月6日- ボン合意、国際治安支援部隊（ISAF）の設立、アフガニスタン暫定行政機構（英語版）が発足。トラボラの戦い（英語版）。
- 2002年1月 - アフガニスタン復興支援国際会議（東京）[342]。
- 2002年3月 - 国連アフガニスタン支援ミッション（UNAMA）が発足。
- 2002年6月 - アフガニスタン・イスラム移行政府（英語版）が成立。
- 2003年2月 - アフガニスタン「平和の定着」会議（東京）。日本政府主導の軍閥兵士の武装解除・社会復帰計画 (DDR)を開始。
- 2004年1月 - 新憲法（英語版）公布。
- 2004年3月16日 - パキスタン軍によるアル・カーイダへの攻撃が開始（ワジリスタン紛争の始まり）。
- 2004年10月 - 第一回大統領選挙（英語版）。
- 2004年12月 - ハーミド・カルザイが初代大統領に就任し、正式に新政府が発足。
- 2005年6月 - DDRが完了。
- 2006年6月18日 - サルポサ刑務所攻撃によりターリバーン達約1000〜1200人を解放。
- 2006年10月 - アフガニスタン東部の指揮権を米軍から国際治安支援部隊に移管。
- 2006年12月 - 治安が大幅に悪化。
- 2009年1月 - アメリカ合衆国においてバラク・オバマ政権発足。
- 2009年2月 - 米軍増派。
- 2009年8月 - 第二回大統領選挙（英語版）。
- 2009年12月 - 米軍増派。テロ対策から反政府活動鎮圧に方針を転換。
- 2011年5月 - ウサーマ・ビン・ラーディンの殺害。
- 2014年4月 - 第三回大統領選挙。
- 2014年9月 - アシュラフ・ガニーが大統領に就任。
- 2014年12月 - 国際治安支援部隊が終了。
- 2015年1月 - イスラム国がホラサン州の設置を宣言。
- 2015年7月 - ターリバーンの最高指導者ムハンマド・オマルの死亡が発表される。
- 2015年9月 - クンドゥーズの戦い。
- 2017年1月 - アメリカ合衆国においてドナルド・トランプ政権発足。
- 2017年8月 - 米軍増派。
- 2019年9月 - 第四回大統領選挙。
- 2020年2月29日 - アメリカ合衆国とターリバーンの和平合意[164]、米軍の翌年４月末撤退を発表。
- 2021年1月 - アメリカ合衆国においてジョー・バイデン政権発足。
- 2021年2月 - 米軍の４月末の撤退を延期[196]。
- 2021年4月 - 米軍の９月撤退を発表[202]。
- 2021年6月13日 - ターリバーン政権の崩壊以降、初めてターリバーン勢力が支配する郡の数が政府軍のそれを上回った[343]。
- 2021年7月8日 - 米軍の８月末の撤退を発表[344]。
- 2021年7月24日 - アフガニスタン政府が全国に夜間外出禁止令を発令。
- 2021年8月6日 - ターリバーンが初の州都占領に成功。
- 2021年8月12日 - ターリバーンがカンダハールを占領。
- 2021年8月15日 - ターリバーンがカーブルに到達、ガニー政権崩壊。
- 2021年8月30日 - 米軍がアフガニスタンからの撤退を完了、米軍によるアフガニスタン駐留は終了[345]。
- 2021年8月31日 - バイデン米大統領が戦争終結を宣言[55]。
- 2021年9月8日 - ハッサン・アフンドを首相とするアフガニスタン・ターリバーン暫定政権が発足した。